# Decorazioni scultoree del duomo di Fidenza

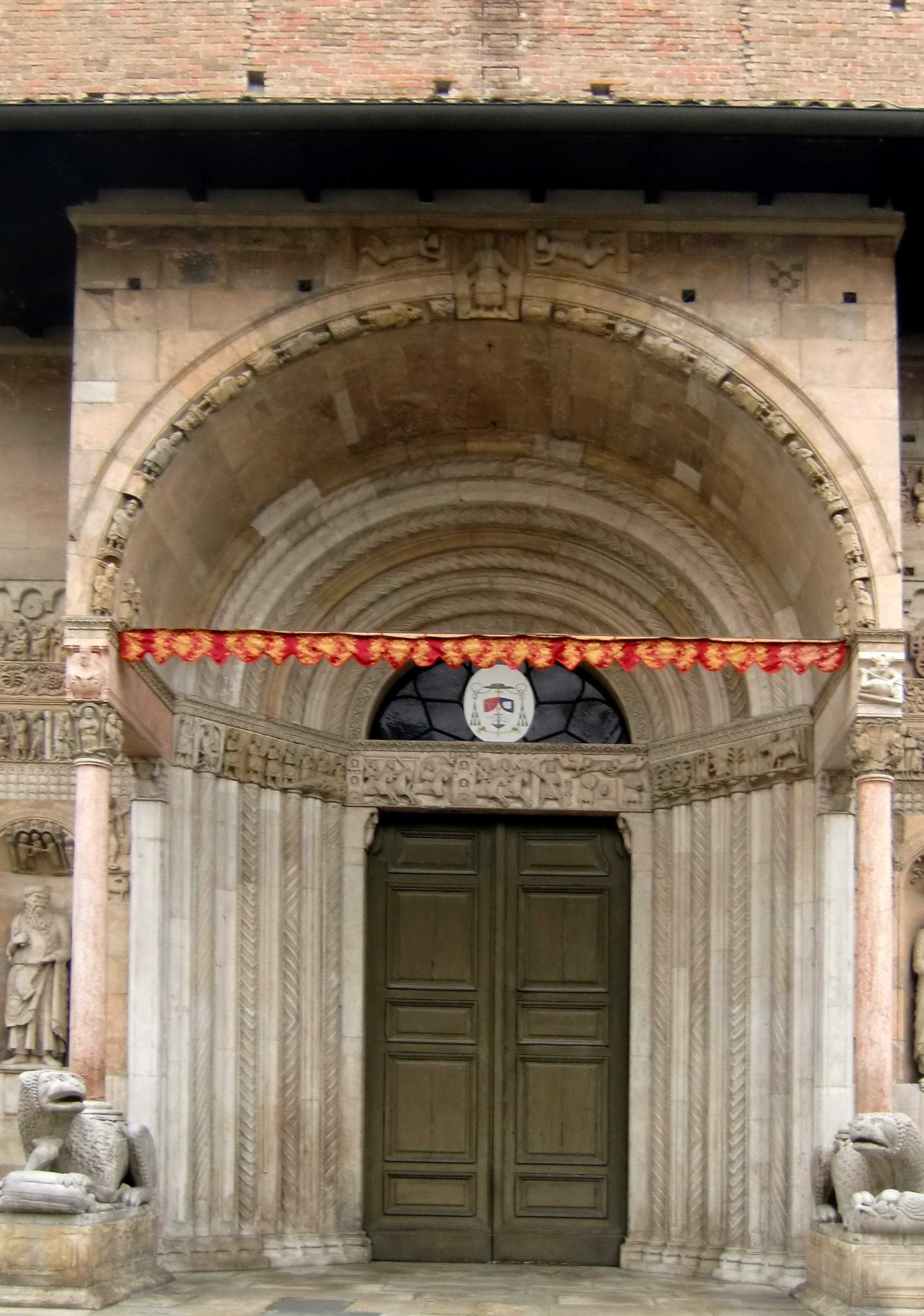
Il portale maggiore

Il duomo di Fidenza ricopre un particolare ruolo nella storia dell'arte sia a motivo delle sue strutture architettoniche, sia per le sue decorazioni scultoree che riflettono l'evoluzione della scultura romanica nell'area padana e lombarda tra la fine del fine del XII e l'inizio del XIII secolo.

## L'apparato decorativo della facciata
Il duomo di Fidenza, come altre cattedrali romaniche, presenta in facciata numerosi bassorilievi e alcune statue che si mostrano al pellegrino e al fedele con intenti didascalici, come un libro d'insegnamenti religiosi fatto di immagini. Si tratta di opere scultoree eseguite da Benedetto Antelami e dalla sua scuola tra la fine del XII e l'inizio del XIII secolo; tra esse particolarmente raffinate sono le due statue poste nella nicchie ai due lati del portale maggiore, opere che unanimemente si ritengono direttamente eseguite dal maestro.
Il racconto per immagini risulta alquanto complesso e intreccia tra loro l'omaggio alla Gloria di Cristo, con episodi del Vecchio e Nuovo Testamento, con temi cari alla devozione locale (La vita di San Donnino), con riferimenti a tradizioni storiche, leggende e immagini fantastiche care all'uomo medievale.

### La torre di sinistra
Troviamo nella torre (detta del folletto o delle cicogne) due bassorilievi di buona fattura, ornati da un'elegante greca: vi sono raffigurati rispettivamente Re Erode in trono (rappresentato mentre ordina ai propri scherani la Strage degli Innocenti) ed I Re Magi (effigiati in movimento con i loro destrieri che calpestano l'erba) 

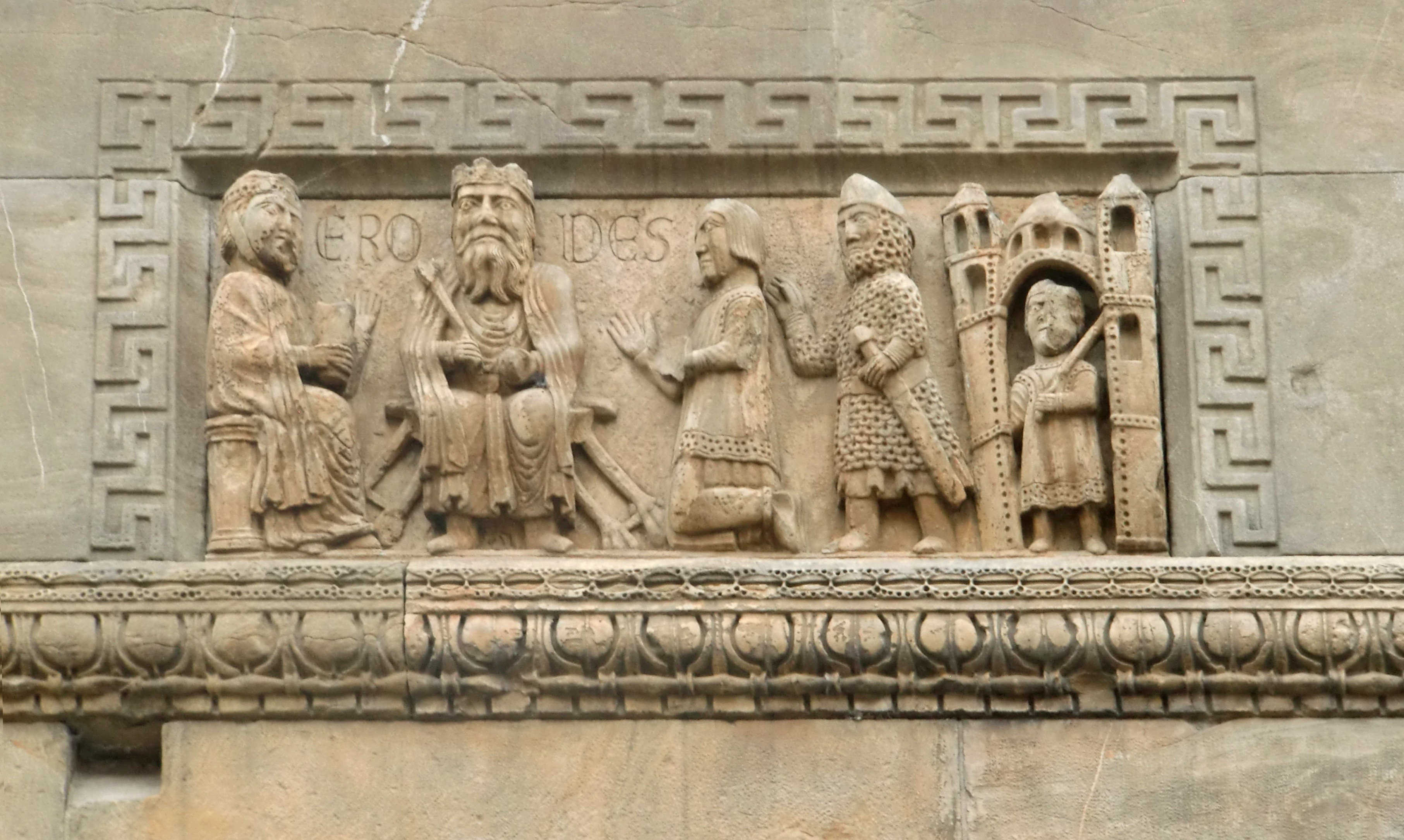
Re Erode in trono
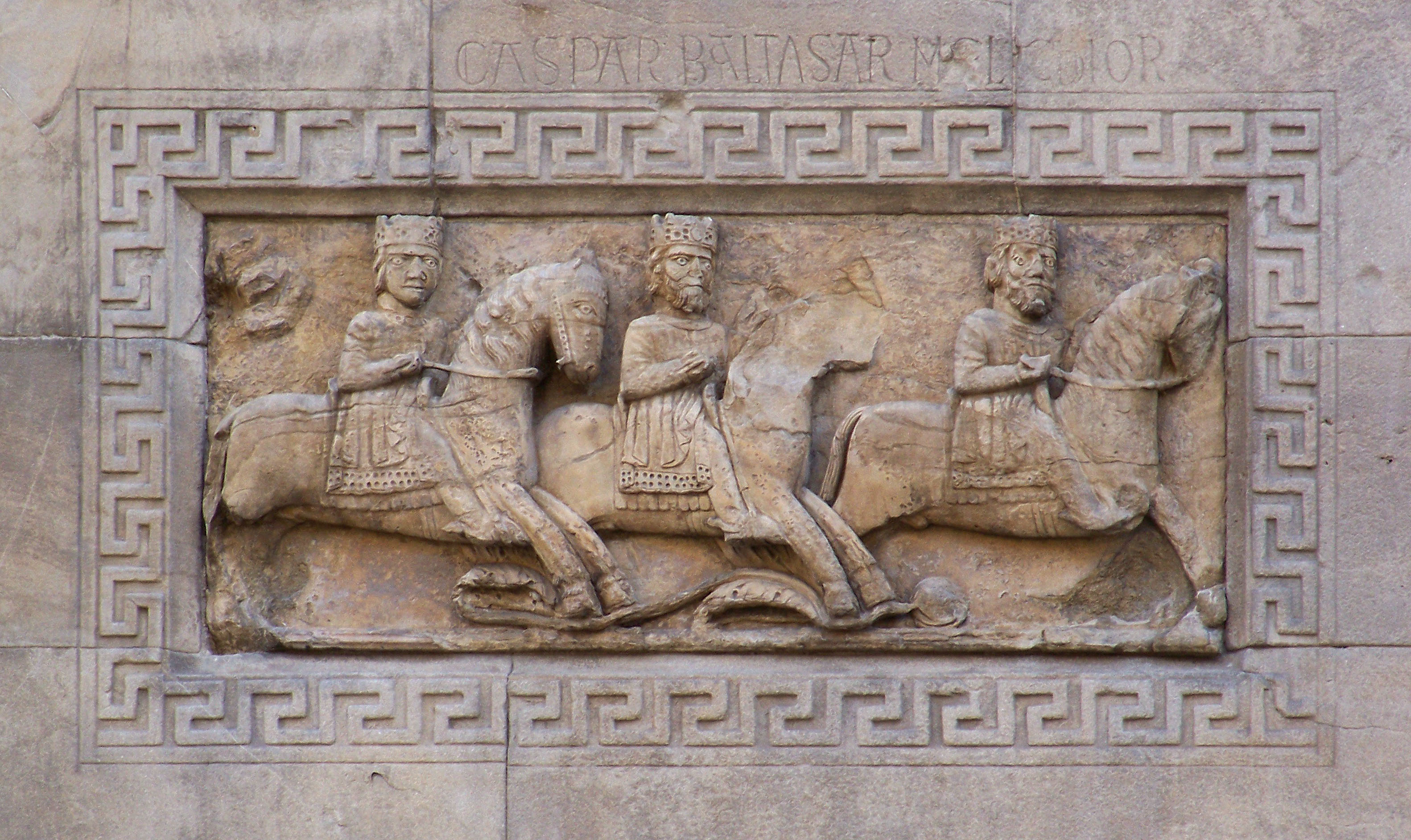
I Re Magi

### Il portale di sinistra

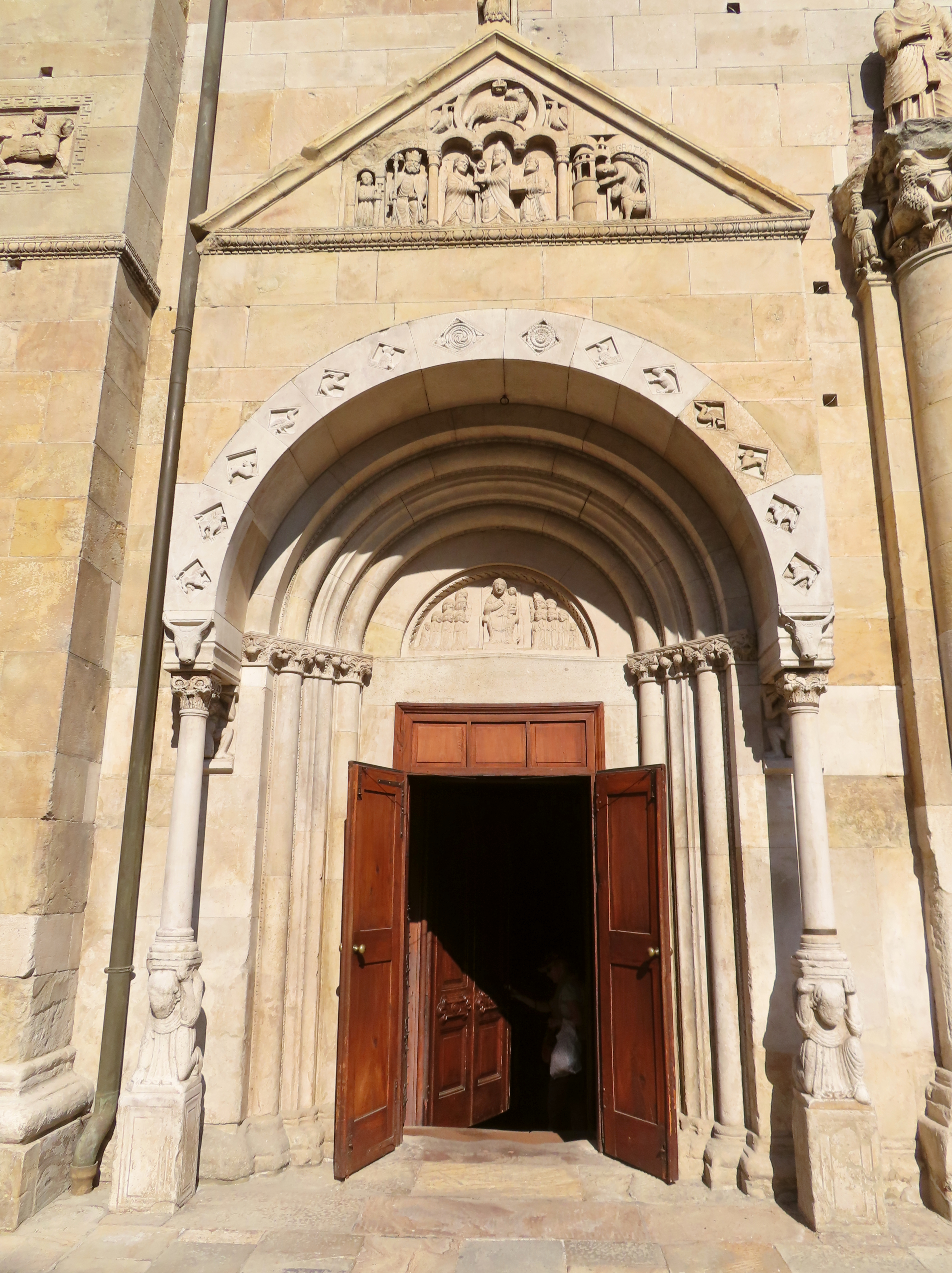
Il portale di sinistra

Il frontone del piccolo protiro che ricopre il portale è sormontato da un acroterio (elemento decorativo) con due suonatori di tromba a cavallo posti ai lati di un personaggio, forse l'arciprete della basilica di San Donnino, ma più probabilmente Oberto II Pallavicino condottiero posto da Federico II di Svevia alla guida della città dal 1249 al 1268.
All'interno del frontone sono poste tre scene:
- L'imperatore Carlo Magno, con un armigero alla sua destra;
- Papa Adriano II che porge all'arciprete di San Donnino la mitria e il pastorale (simboli della dignità episcopale);
- Il miracolo dell'ammalato guarito (miracolo compiuto da San Donnino).

Le colonne del protiro sono rette da due telamoni (con i volti corrosi dal tempo) ingobbiti sotto il peso sorretto; esse terminano con eleganti capitelli traforati sormontati da bucrani che ornano il fronte delle mensole del protiro. Altre due figure di telamoni nudi fingono lo sforzo di reggere le mensole.
Nella strombatura del portale si osserva una serie di semi-colonnine circolari, quadrate o esagonali terminanti con capitelli corinzi, che a loro volta supportano archivolti che propagano le stesse geometrie delle semi-colonnine. 
La lunetta che sovrasta la porta contiene il bassorilievo della Madonna della Vita (o Madonna odigitria o Madonna della Misericordia) fiancheggiata da sette donne oranti per lato, riccamente vestite. È stato proposto che i due gruppi di sette donne oranti rappresentano le sette opere di misericordia spirituali e le sette opere di masericordia corporali. La Madonna ha la mano destra in direzione di Roma ad indicare la via ai pellegrini e per questo è definita anche odigitria.
Nell'archivolto del protiro sono posti due gruppi di sette losanghe figurate, uguali a due a due, con diverse figure di animali. Sono rappresentazioni delle tre virtù teologali e delle quattro virtù cardinali, secondo le più comuni associazioni animale-virtù in voga nel medioevo:
- leone: fortezza
- grifone: giustizia
- lepre: prudenza
- cicogna: temperanza?
- cervo: carità
- gallo: speranza
- spirale o rosa: fede

Alcuni associano i due gruppi di sette figure animali con i due gruppi di sette opere di misericordia spirituali e corporali, ma la scarsa tendenza ad associare queste ad animali, e la presenza dei sette vizi capitali in posizione corrispondente nel portale di destra, tende ad escludere questa interpretazione.

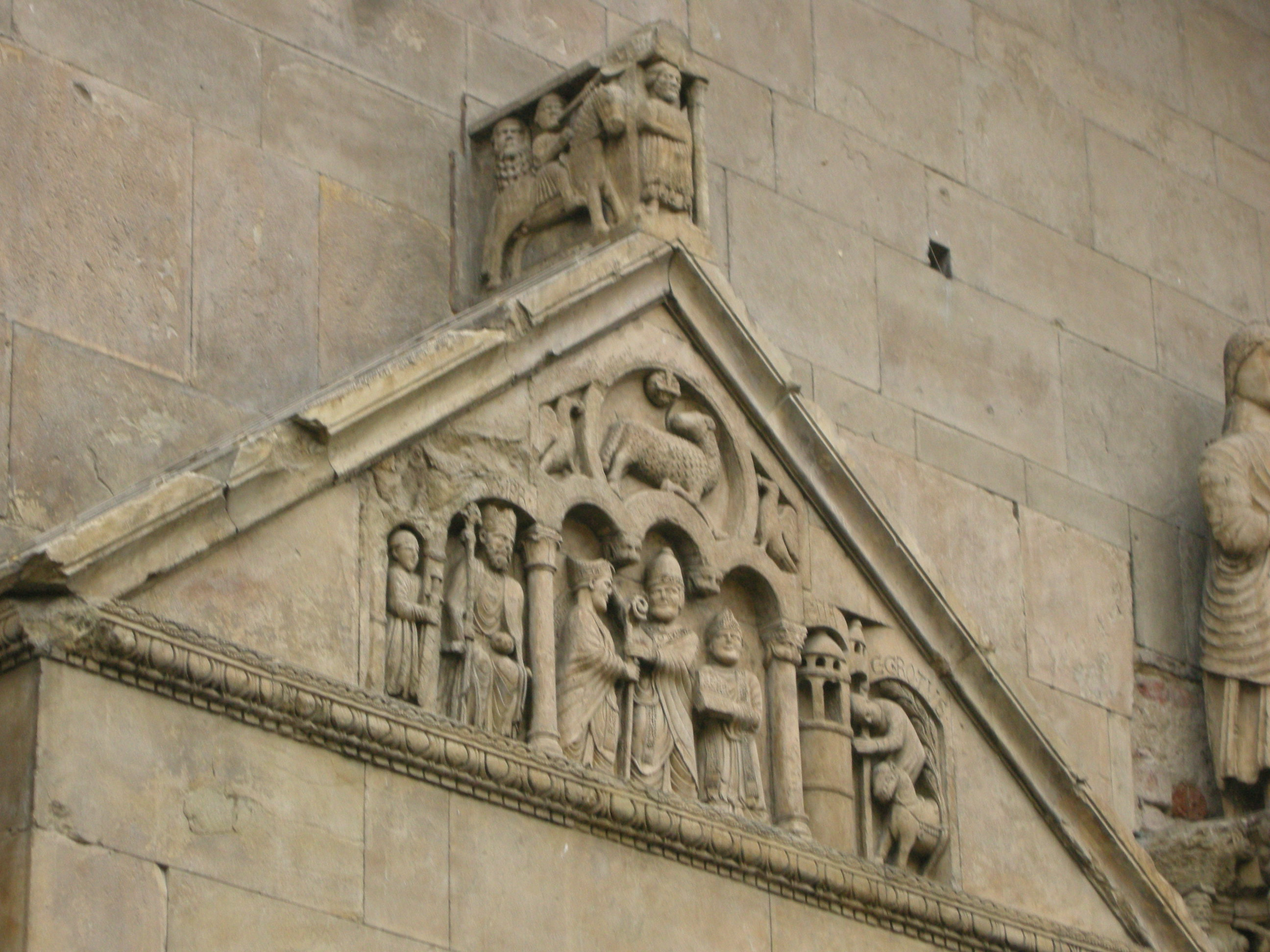
Acroterio (in alto) e frontone (più in basso)
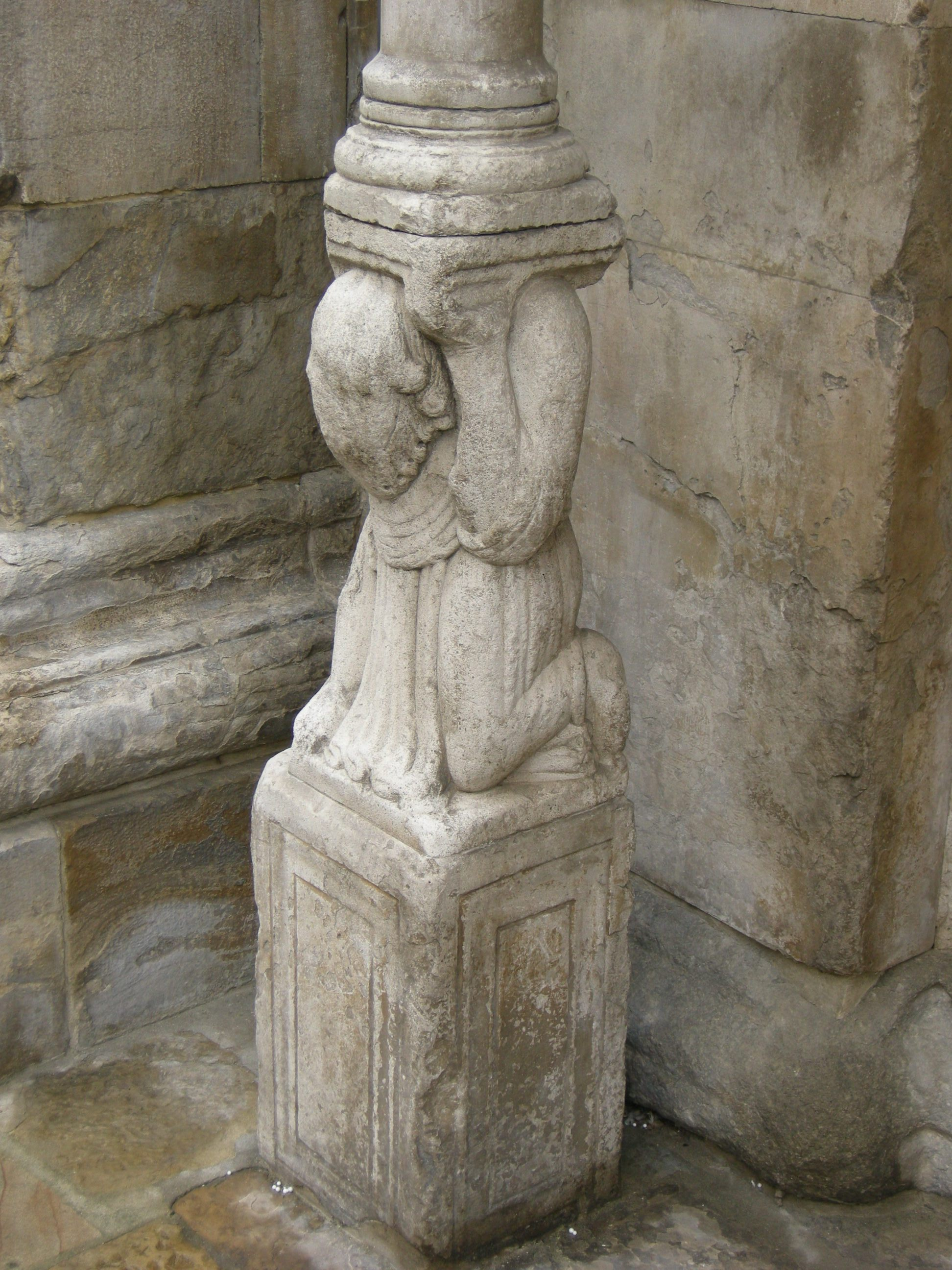
Telamone che regge una colonna del protiro
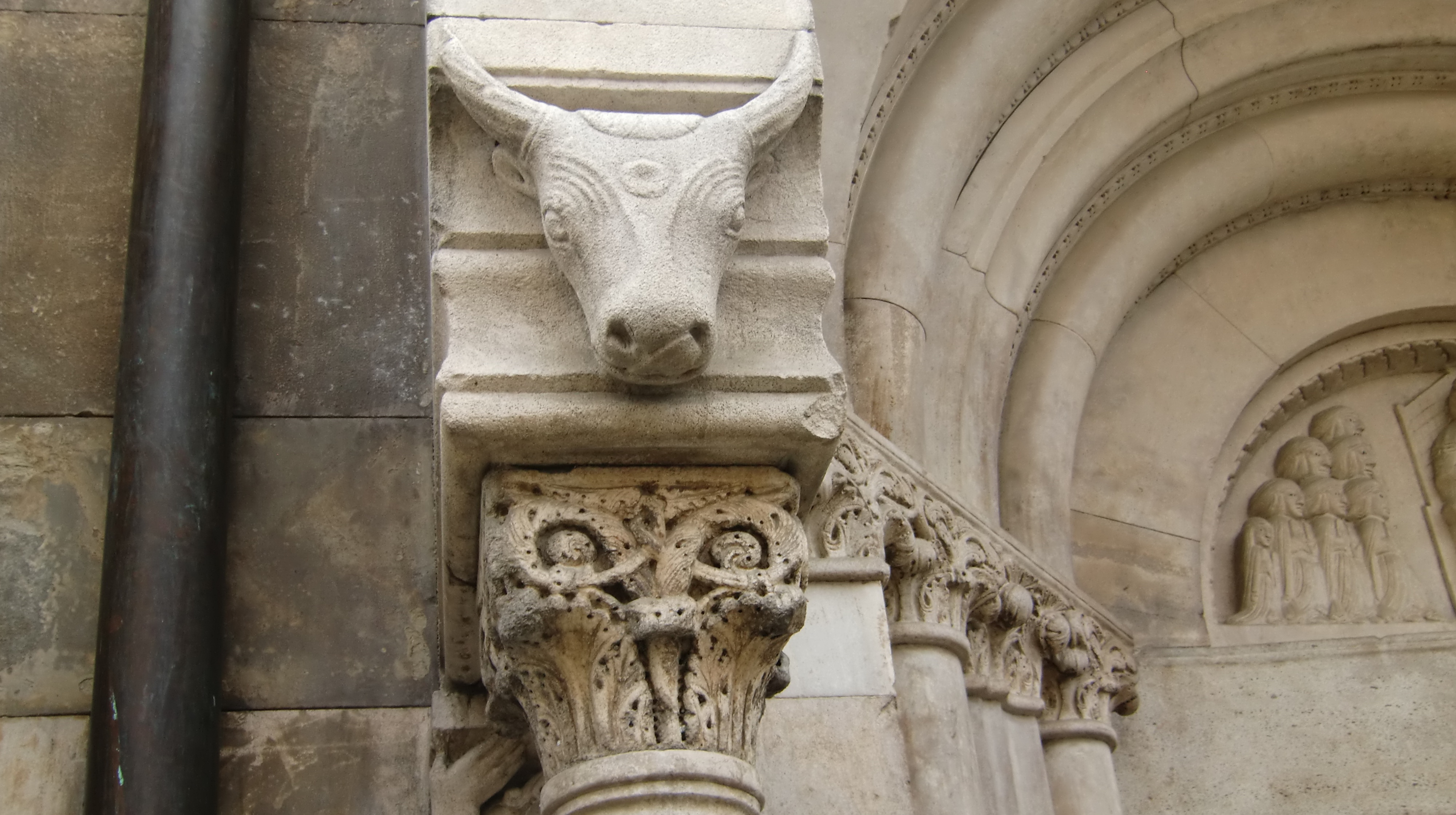
Capitello e bucranio
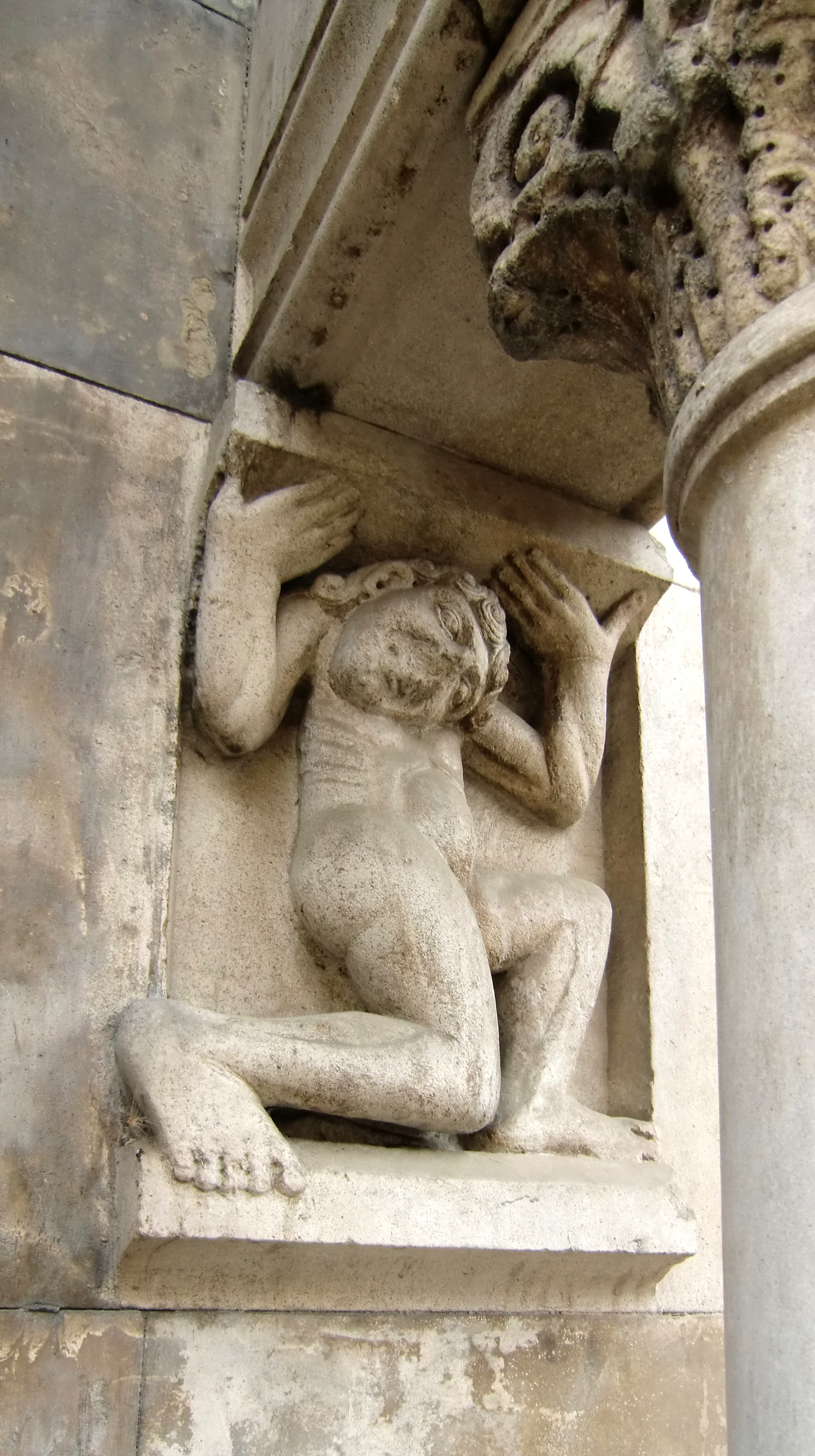
Telamone nudo che regge una mensola
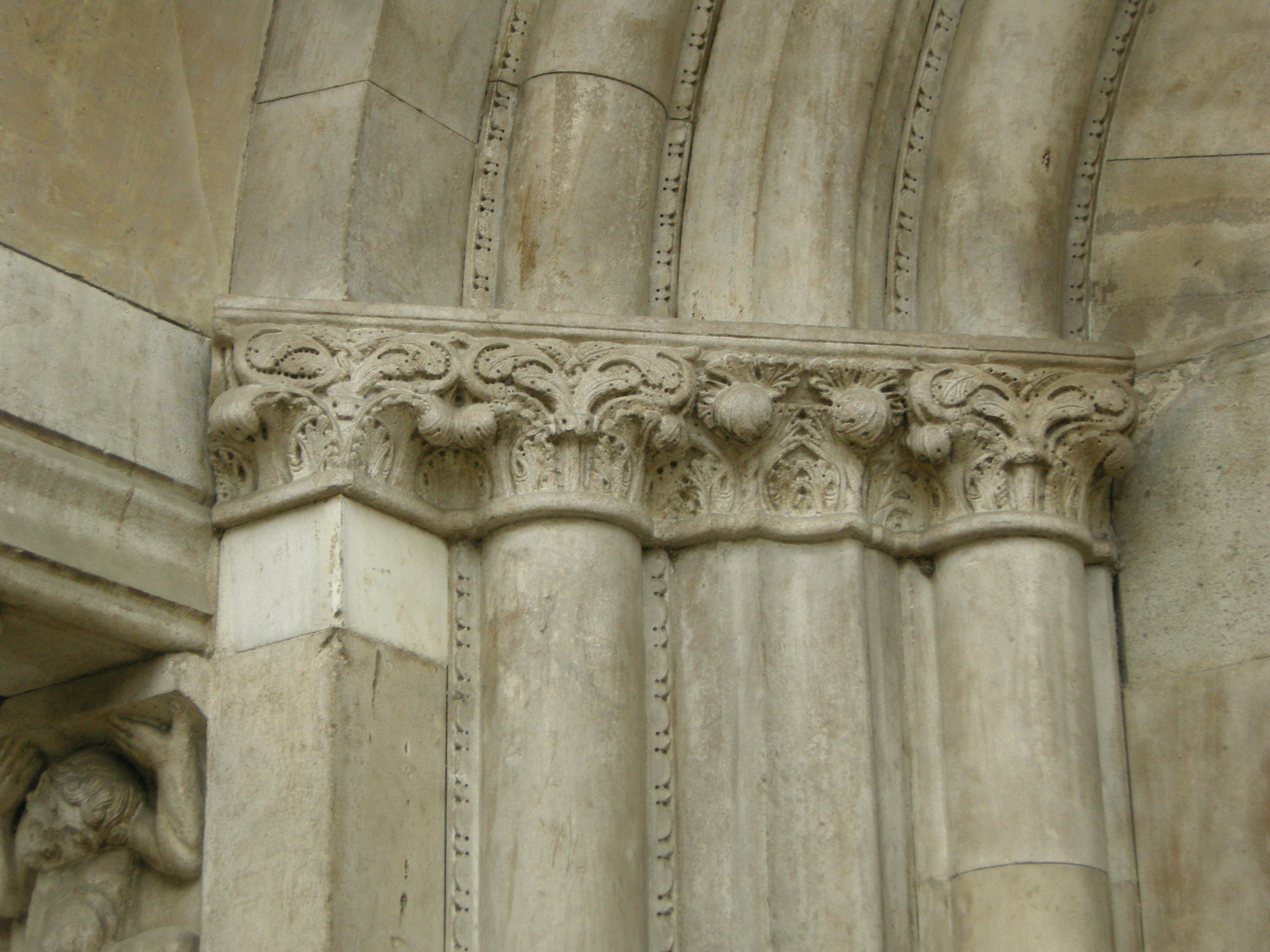
Strombatura del portale e capitelli
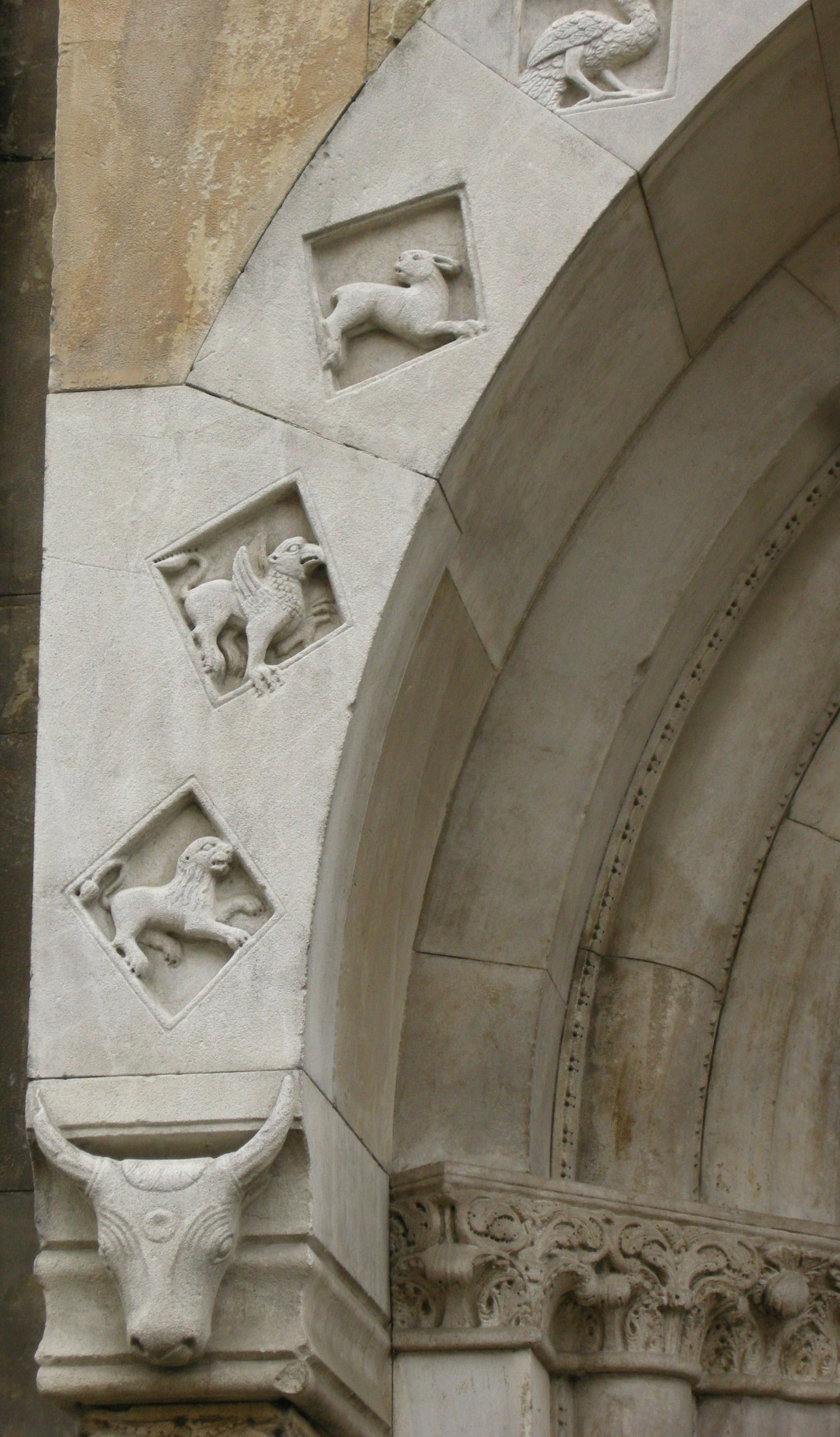
Archivolto con le sette virtù, dettaglio
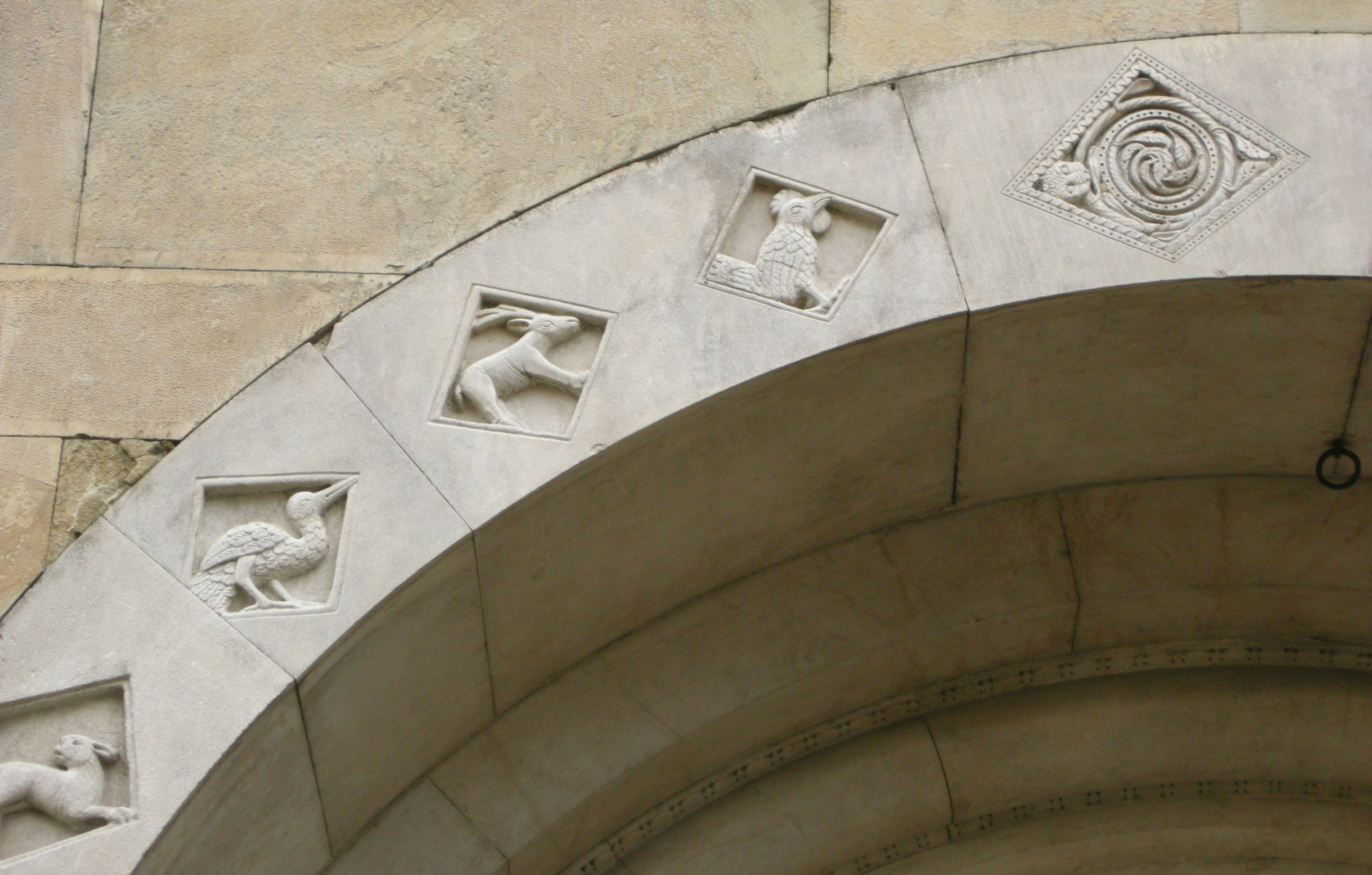
Archivolto con le sette virtù, dettaglio

### Tra il portale di sinistra e quello centrale

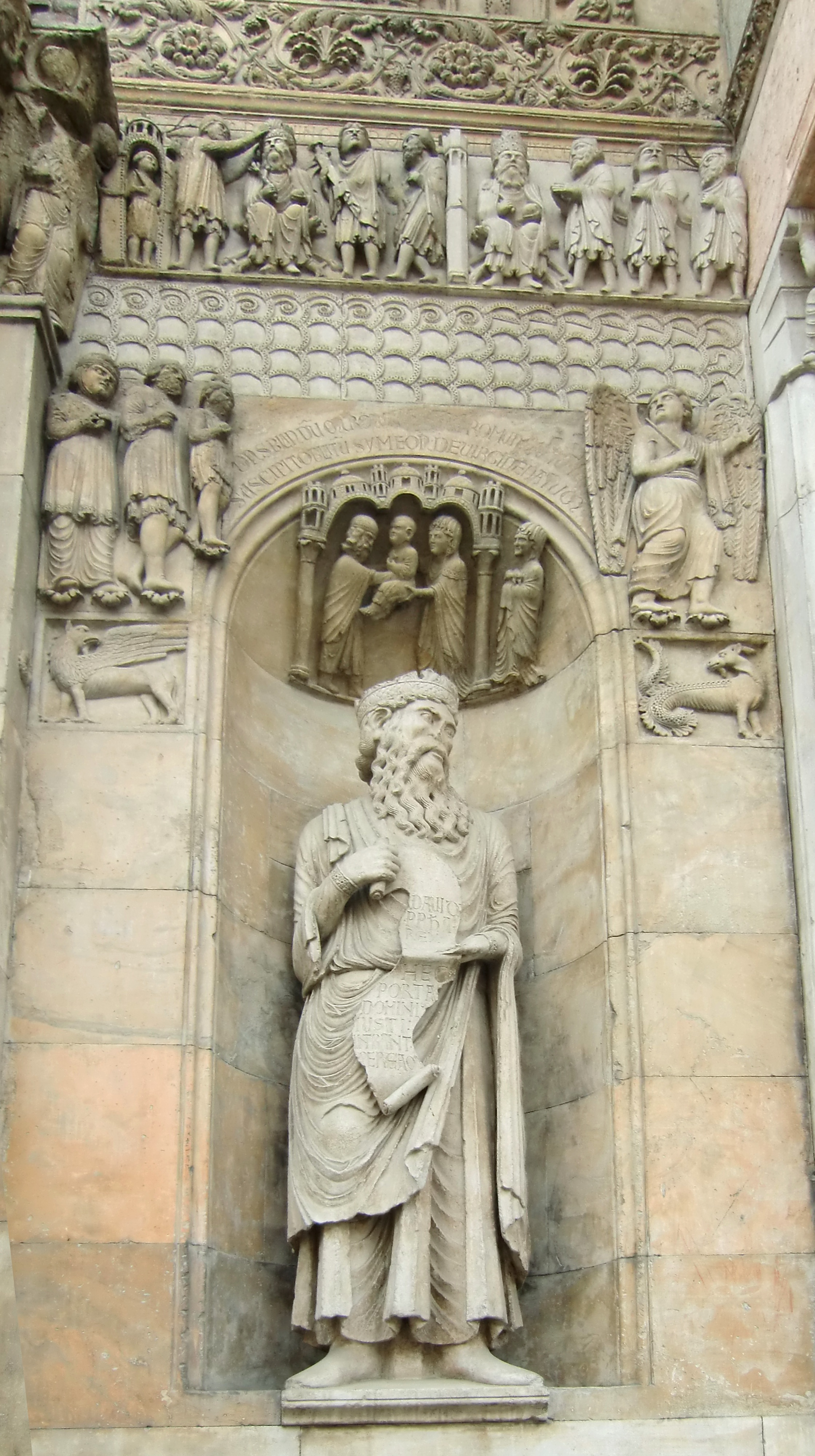
Particolare delle sculture tra il portale di sinistra e quello centrale

Si osserva una grande semicolonna che regge un capitello riccamente istoriato, con le figure di Daniele nella fossa dei leoni e del Profeta Abacuc. Sulla colonna si erge una statua di modesta fattura raffigurante, in posa ieratica, Simone apostolo con in mano un cartiglio che recita Simon Apostolus eundi Romam Sanctus demonstrat hanc viam (L'apostolo San Simone indica che questa è la via per andare a Roma). Anche lui, come la Madonna della Misericordia sul portale di sinistra, ha la mano destra in direzione sud, verso Roma. Si sottolinea in tal modo il ruolo della basilica di San Donnino come luogo di ospitalità lungo la via Francigena.
In una nicchia che precede il portale centrale troviamo la statua a tutto tondo di Re David che, stante la squisita fattura, è attribuita senz'altro alla mano di Benedetto Antelami. Il re guarda verso il portale principale e tiene in mano un cartiglio che spiega: David Propheta, Rex. Haec porta Domini. Iusti intrant per eam (Davide, Profeta, Re. Questa è la porta del Signore. Per essa entrano i giusti). Il significato simbolico conferito alla porta della chiesa è dunque quello di "Porta del Cielo".
Nella calotta della stessa nicchia un elegante bassorilievo raffigura la Presentazione di Gesù al Tempio. Ai lati sono poste due formelle con le figura di un grifo e di un capricorno; al di sopra di esse si osserva un bassorilievo raffigurante verosimilmente un Angelo che mostra la via per Roma ad una famiglia di pellegrini ricchi. 
Più in alto, sopra un bassorilievo ornamentale a motivi geometrici, sono poste le lastre scolpite che danno inizio alla Storia di San Donnino:
- Donnino incorona l'imperatore Massimiano in qualità di cubicularius (maestro di camera)
- Donnino chiede all'imperatore il permesso di mettersi totalmente al servizio di Cristo.

La storia del santo continua, alla stessa altezza, nei bassorilievi posti nelle strombature del portale maggiore e sopra la porta in legno.
Guardando più in alto ancora, sopra un'elegante fascia con decorazione a tralcio vegetale, troviamo le scene della Adorazione dei Magi e del Sogno di San Giuseppe che continuano idealmente il racconto del testo evangelico iniziato nella torre sinistra.

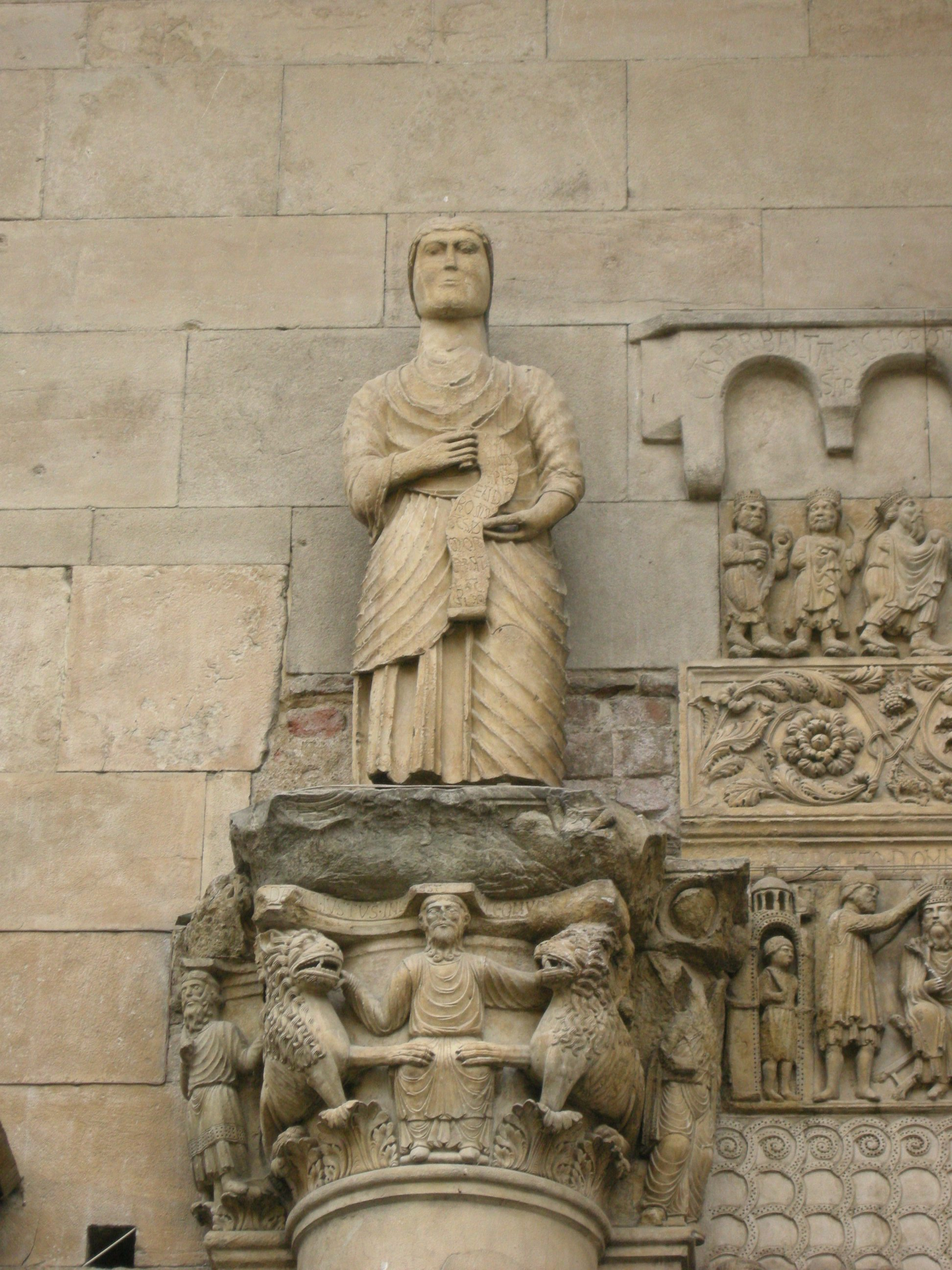
Capitello con la scena di Daniele nella fossa dei leoni e Simone Apostolo che indica la strada per Roma
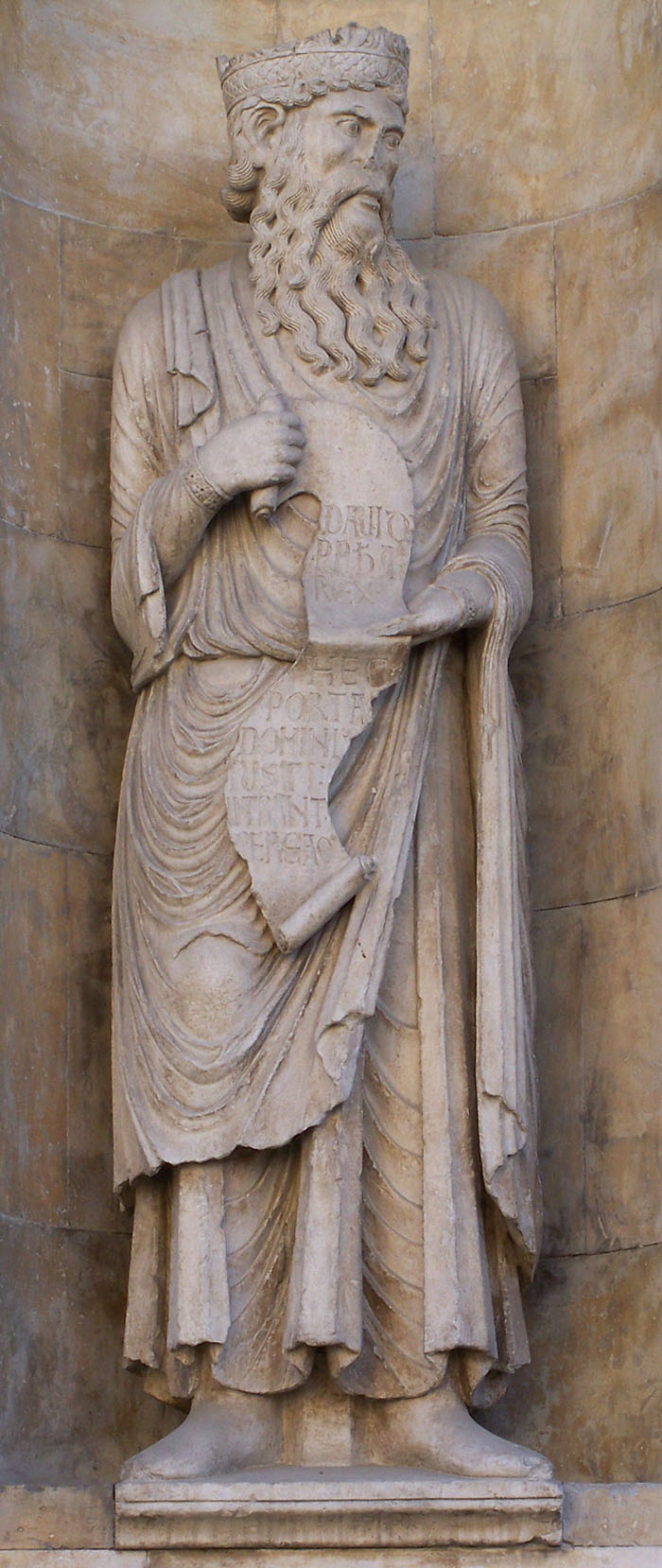
Statua di Re David
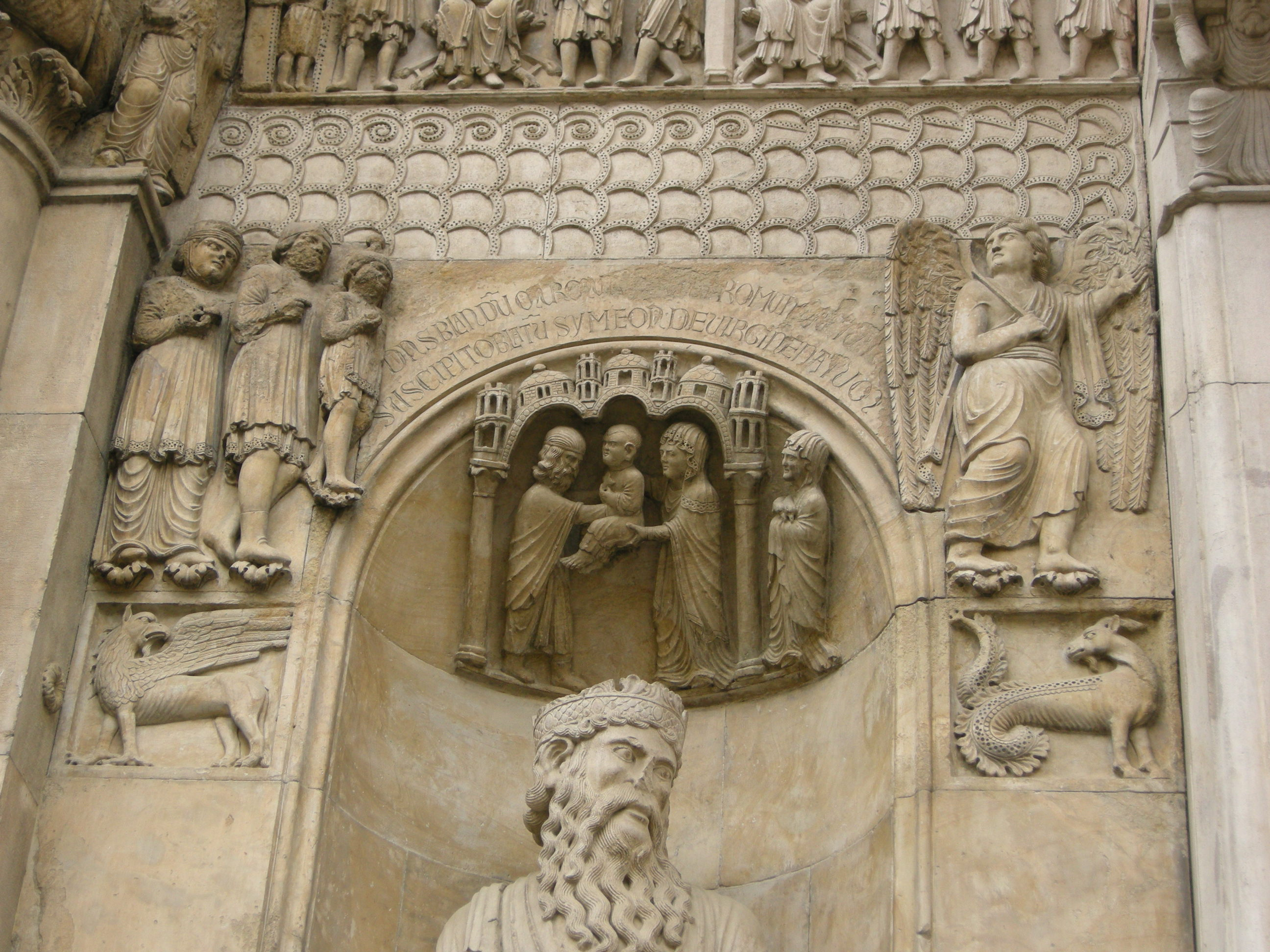
Sculture sopra la statua di Re David
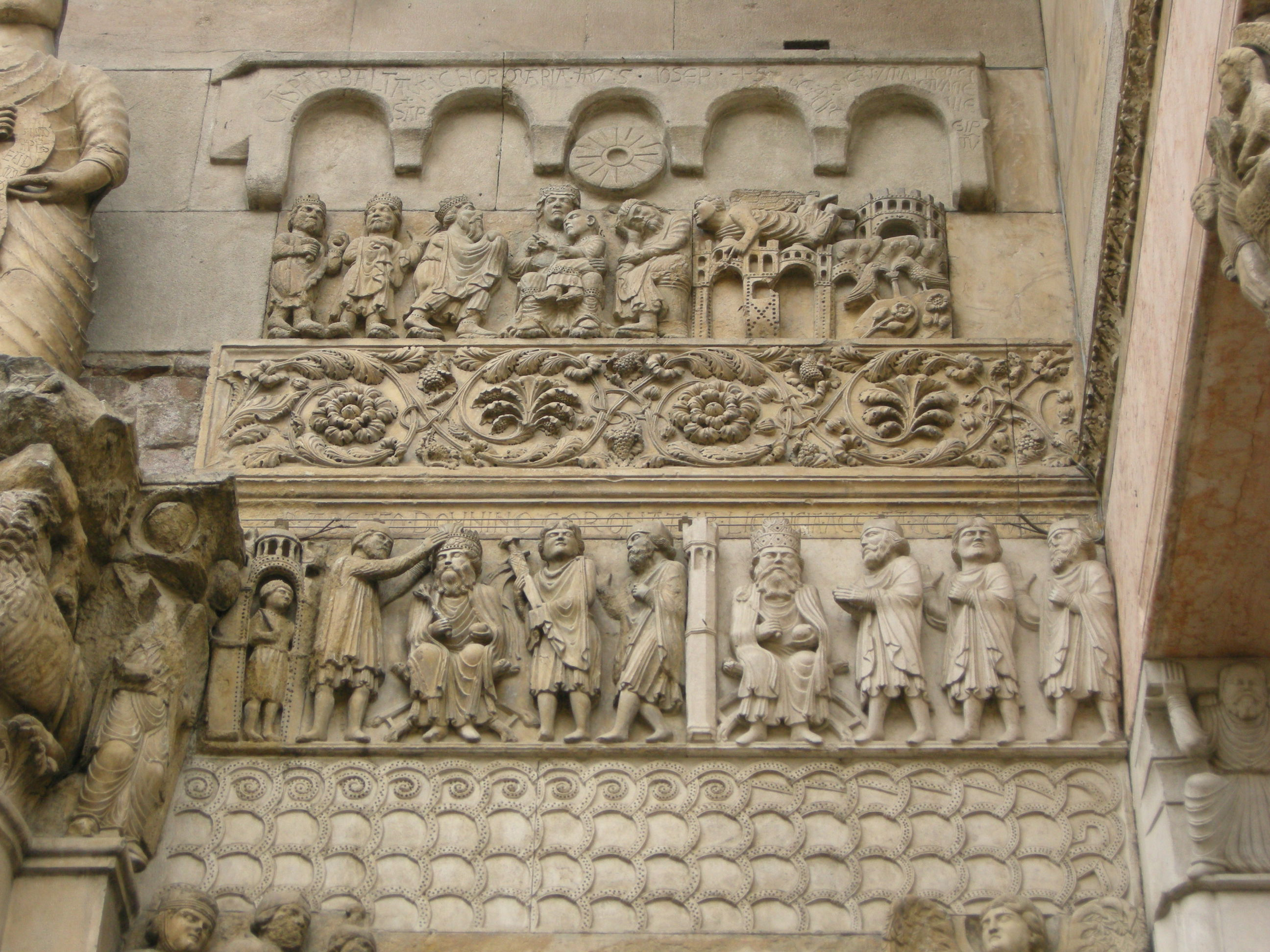
Storia di San Donnino (in basso) ed Adorazione dei Magi e Sogno di San Giuseppe (in alto)

### Il portale centrale
Il protiro che sovrasta il portale maggiore – come in molte basiliche romaniche di area lombarda – è sorretto da due leoni stilofori distesi su un basamento a forma di parallelepipedo: quello di sinistra è intento ad uccidere un drago serpentiforme, quello di destra sta sbranando una giovenca. 
Le colonne sostenute dai leoni sono in marmo rosso di Verona e presentano capitelli riccamente istoriati. Quello di sinistra, detto capitello della Vergine, mostra un folto gruppo di personaggi racchiusi tra archi e torrette: vi si riconoscono le scene della Presentazione di Maria al Tempio, dell'Annunciazione e della Visitazione. Quello di destra mostra i simboli dei quattro evangelisti.

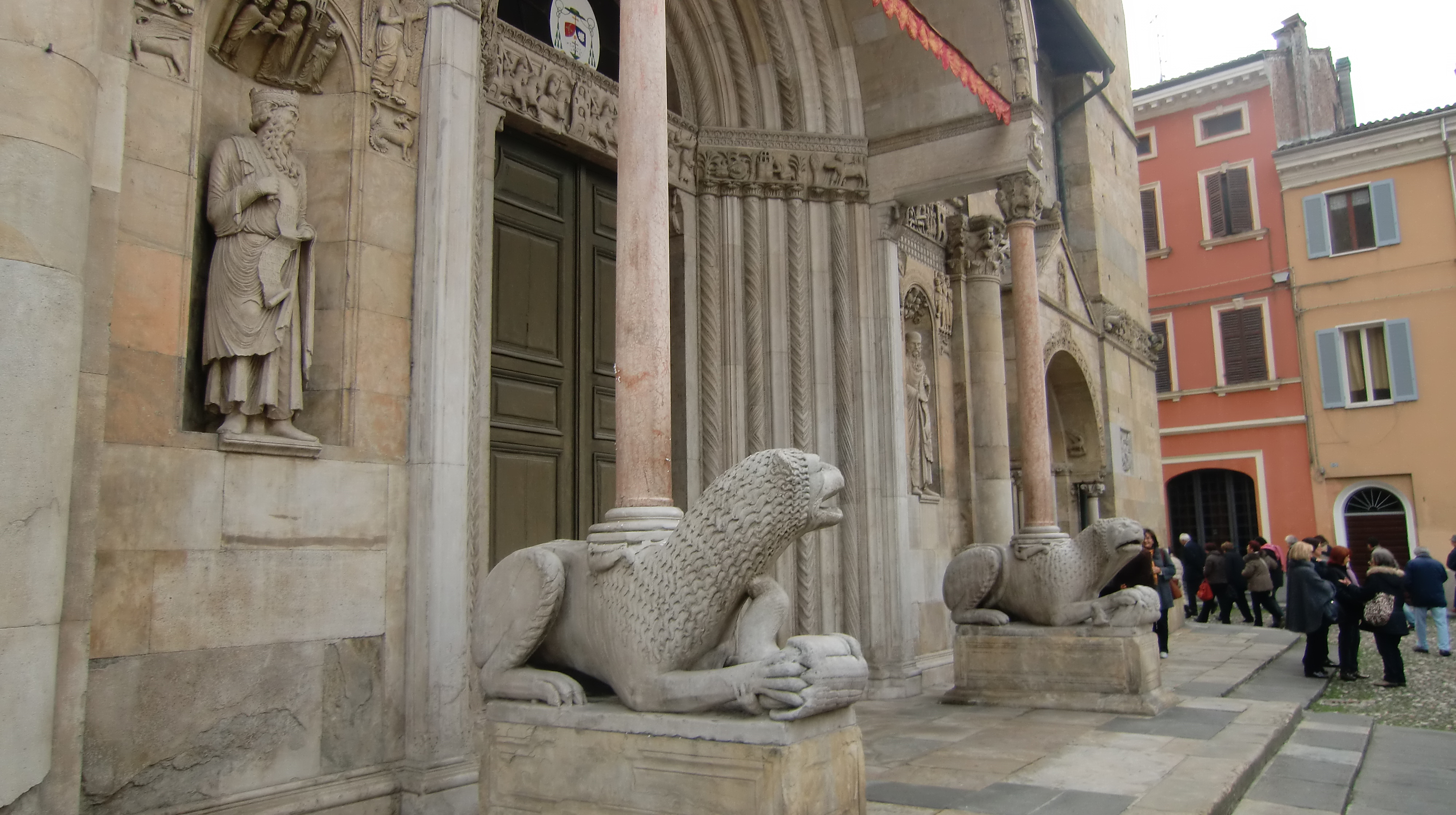
Protiro centrale
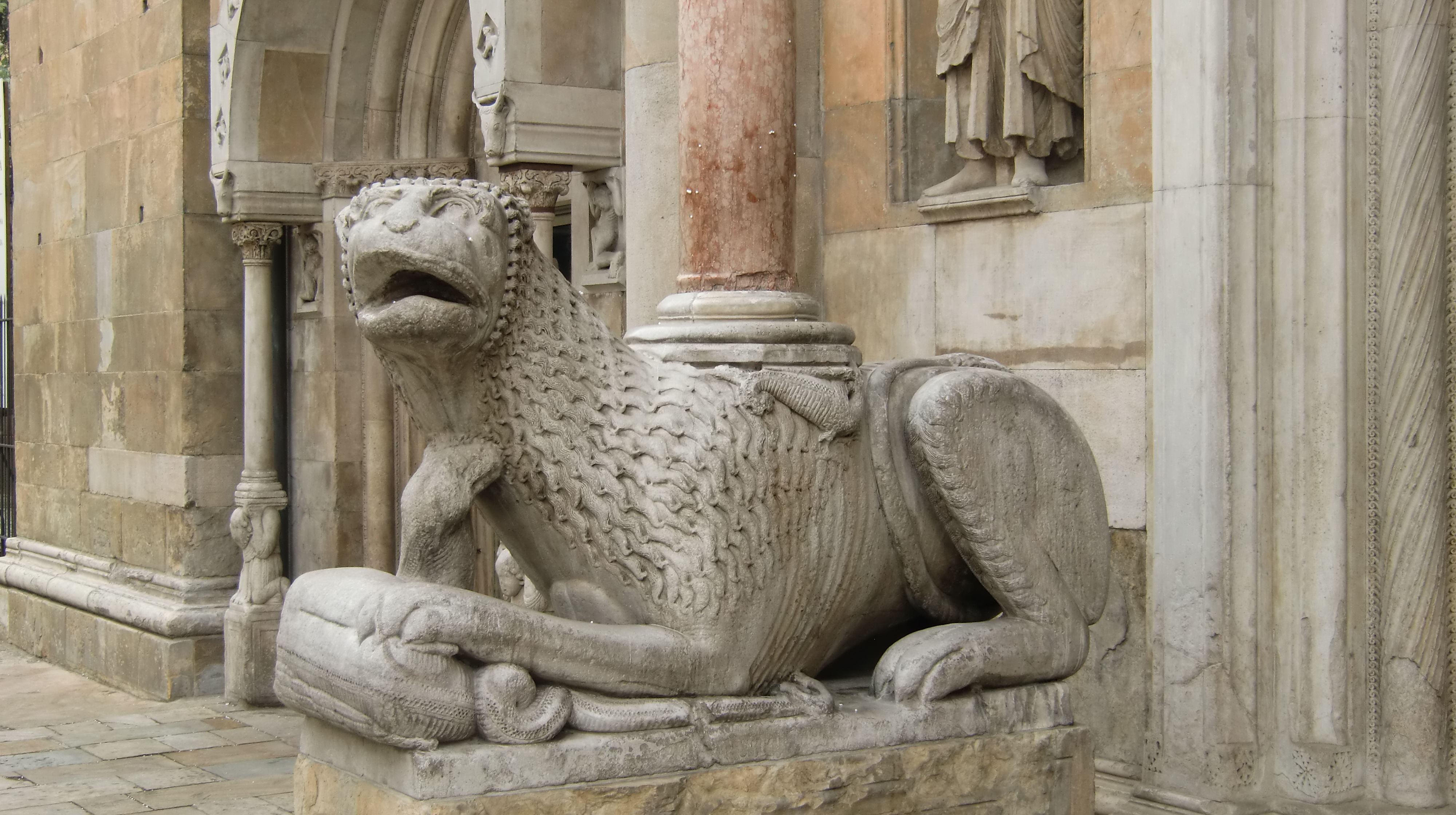
Leone stiloforo di sinistra

Due bassorilievi sotto le mensole del protiro raffigurano telamoni vestiti che paiono sorreggerne il peso. Sul fronte della mensola di sinistra, sopra il capitello della Vergine, è effigiato, con una curiosa raffigurazione, il patriarca Abramo che reca in grembo, proteggendole, tre figure umane simboleggianti "i giusti". In contrapposizione a tale figura, sul fronte della mensola di destra, troviamo la figura di un diavolo che tormenta il giusto Giobbe.
L'arcone sovrastante mostra diverse figure umane: a sinistra i Profeti dell'Antico Testamento, a destra gli Apostoli. Al centro, nella chiave di volta dell'arco, è posta la figura di Cristo in trono portato in cielo dagli angeli che viene ad assumere il significato di garante della continuità tra l'Antica e la Nuova Legge, come attestano anche i due cartigli che egli tiene in mano nei quali si legge Audi Israel mandata vitae (Ascolta Israele i comandamenti della vita) e Beati pauperes spiritu (Beati i poveri in spirito). Il messaggio trasmesso è che ciò che prima di Cristo si osserva per timore, dopo di lui diventa atto di amore.
Nello strombo del portale troviamo una serie di semicolonnine cilindriche alternate a pilastini ornamentali. In alto negli strombi e sopra la porta in legno, alcuni bassorilievi accuratamente eseguiti riprendono il racconto delle Storie di San Donnino, con alcune scritte che facilitano l'identificazione delle varie scene.

A sinistra:
- L'imperatore Massimiano si accarezza la barba (meditando la vendetta);
- Il santo fugge assieme ai suoi compagni (Donnino è il primo da sinistra, con l'aureola abbellita da un cerchio di piccoli fori).

Al centro:
- Donnino prosegue la fuga verso Piacenza che gli chiude le porte, poi verso un'altra città finché gli sgherri a cavallo lo raggiungono;
- Un soldato mozza con la spada la testa del Santo; due angeli la sollevano e la portano in cielo (senza barba); la testa terrena ricompare (con la barba) su una specie di ara; il Santo la prende tra le mani e s'incammina per attraversare il torrente Stirone.

A destra:
- Donnino si adagia tra le piante sulla sponda del torrente Stirone e muore;
- Donnino guarisce un ammalato (che si era recato a pregare nella chiesetta edificata sul luogo del martirio);
- Donnino fa ritrovare al miracolato il cavallo (che gli era stato rubato mentre stava in chiesa).

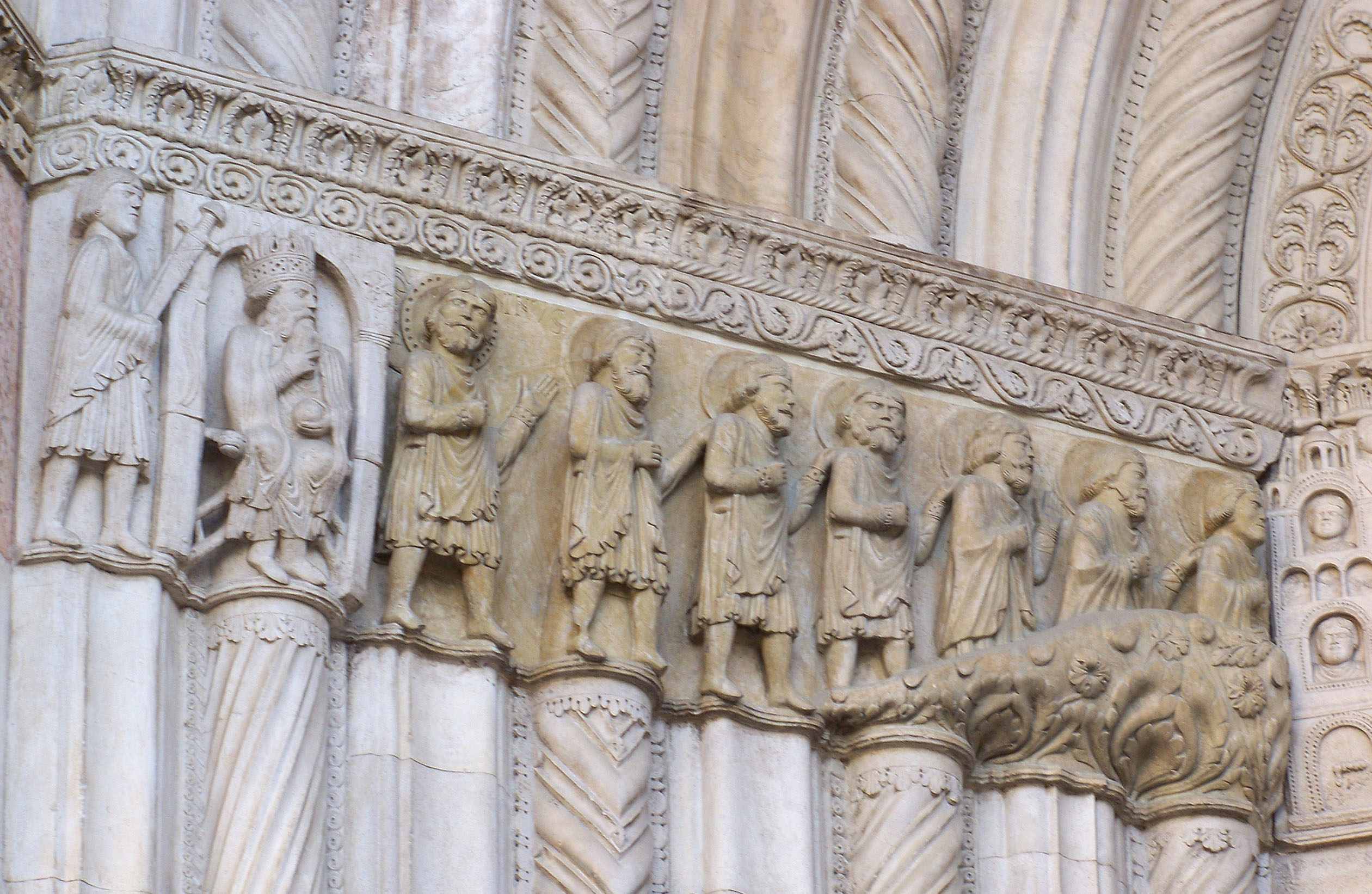
Portale centrale, Storie di San Donnino, bassorilievo di sinistra
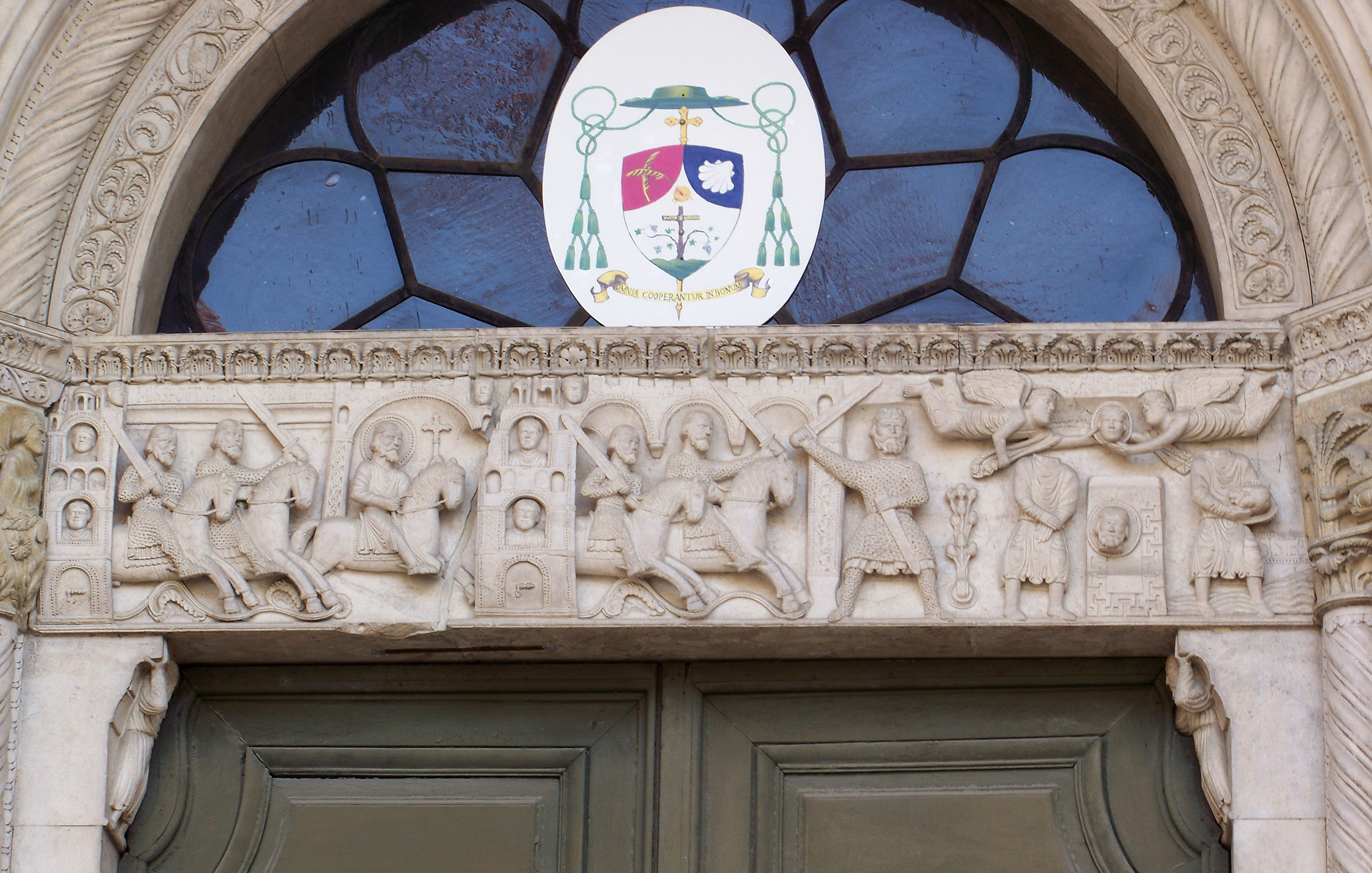
Portale centrale, Storie di San Donnino, bassorilievo sopra la porta
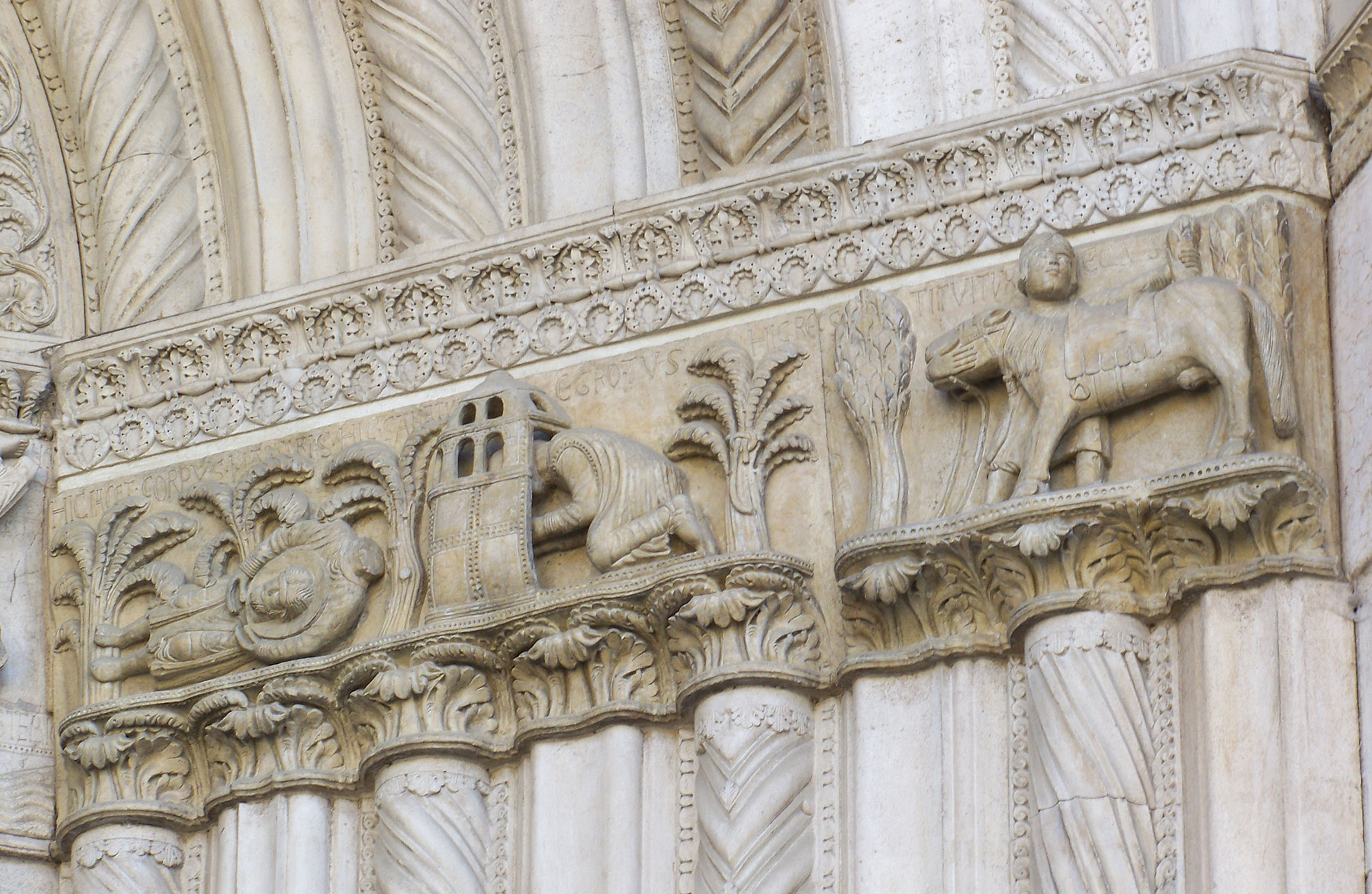
Portale centrale, Storie di San Donnino, bassorilievo di destra

### Tra il portale centrale e quello di destra
In modo simmetrico rispetto alla parte sinistra della facciata, troviamo una nicchia con la statua del Profeta Ezechiele, della stessa grandezza ed eseguita con pari perizia tecnica rispetto alla corrispondente statua di Re David. Anche in quest'opera - eseguita da Benedetto Antelami - si nota come il profeta guardi verso il portale maggiore e sorregga un cartiglio che rimanda al significato della chiesa come "Porta del Cielo"; vi si legge: Ezechiel Propheta; vidi portam in domo Domini clausam (Ezechiele Profeta; ho visto chiusa la porta nella casa del Signore). Nella calotta della nicchia è posto un bassorilievo raffigurante una Madonna col Bambino circondata da racemi di fiori e di frutta sormontata da una scritta che ne spiega il significato teologico.
Ai lati della nicchia, sempre in simmetria con la parte sinistra della facciata, vediamo due formelle rappresentanti un'arpia e un centauro che colpisce un cervo, e, più in alto, la figura di un Angelo intento verosimilmente ad indicare ad una famiglia di pellegrini poveri la strada della via francigena.
Sopra una fascia ornata con motivi geometrici ( decorazione a rete) troviamo un bassorilievo che completa la serie dedicata alle Storie di San Donnino. Si tratta delle scene del:
- Miracolo della donna gravida, che racconta con drammaticità l'episodio del crollo di un ponte eccessivamente affollato e il salvataggio della donna incinta per intervento del Santo.

Salendo con lo sguardo verso l'alto troviamo, colorato in rosso (con residui della primitiva coloritura che ricopriva i bassorilievi), una scena dell'Antico Testamento. Si tratta dell'episodio del Profeta Elia rapito in cielo con il suo carro. Ancora più in alto troviamo, all'interno di una greca decorativa, la scena del Patriarca Enoch seduto in trono, circondato da due figure umane, in un giardino di alberi carichi di frutti.

Spostando lo sguardo verso destra troviamo una semicolonna circolare identica a quella che, sulla sinistra, regge la statua di San Simone: anch'essa doveva sostenere una statua poi andata perduta. Degno di nota è l'elegante semicapitello corinzio. 

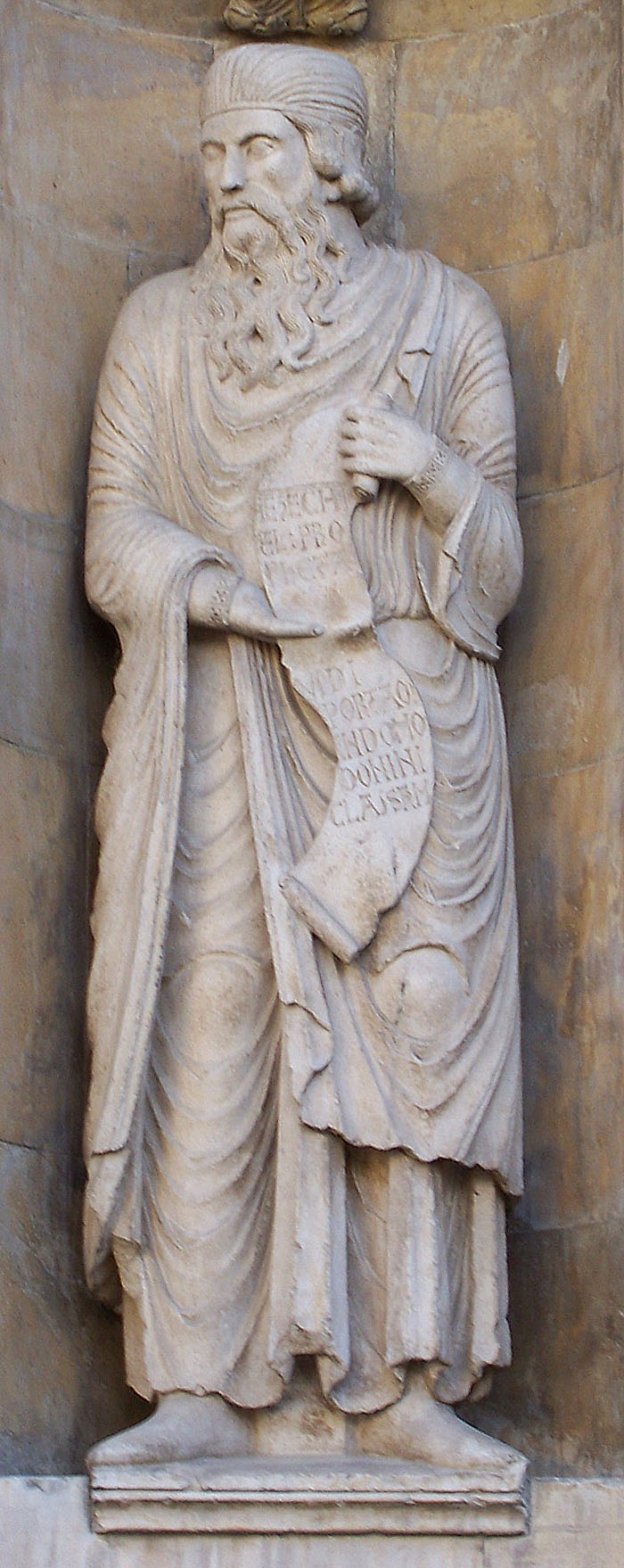
Statua del Profeta Ezechiele
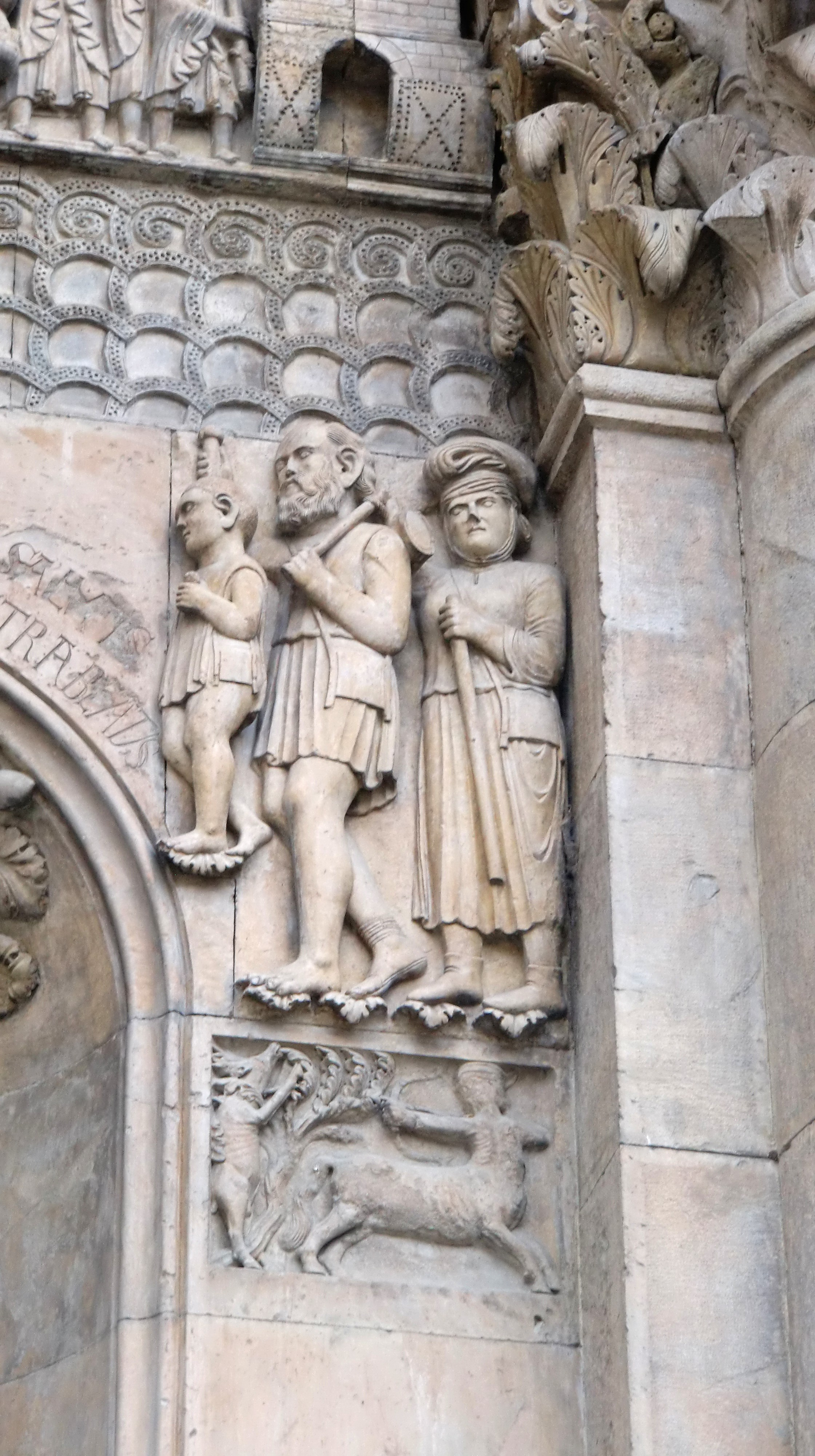
Bassorilievi con Centauro che colpisce un cervo e Famiglia di pellegrini poveri
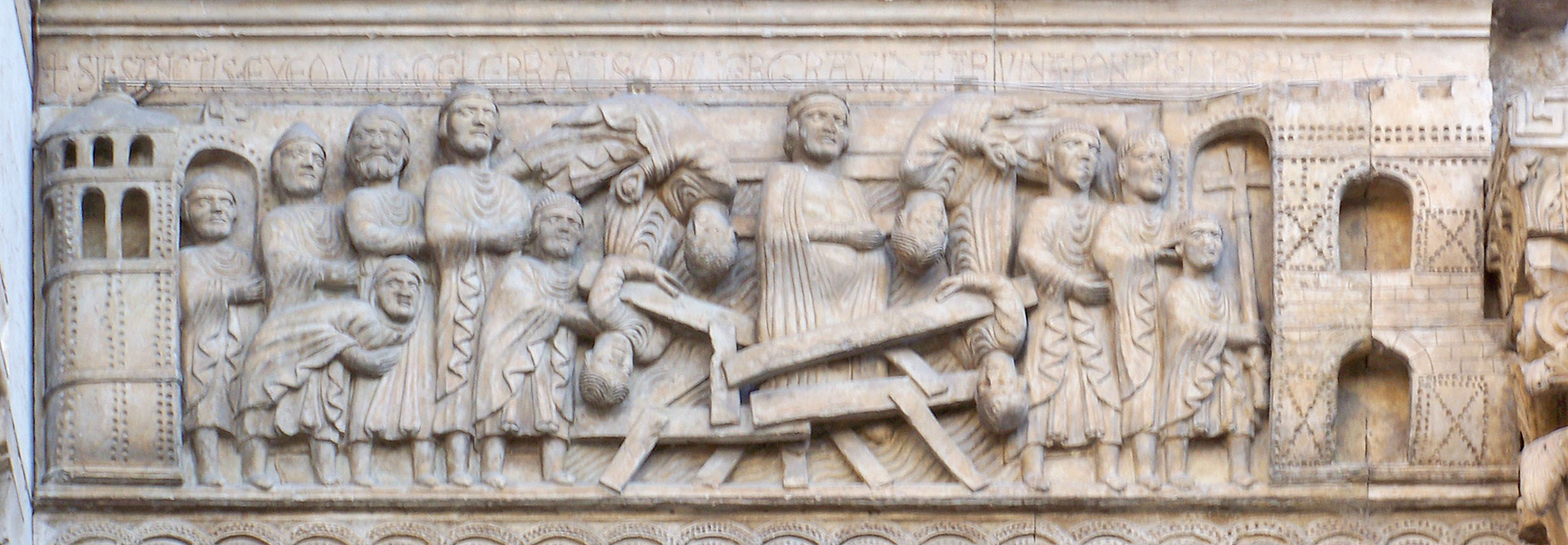
Storie di San Donnino, miracolo della donna gravida
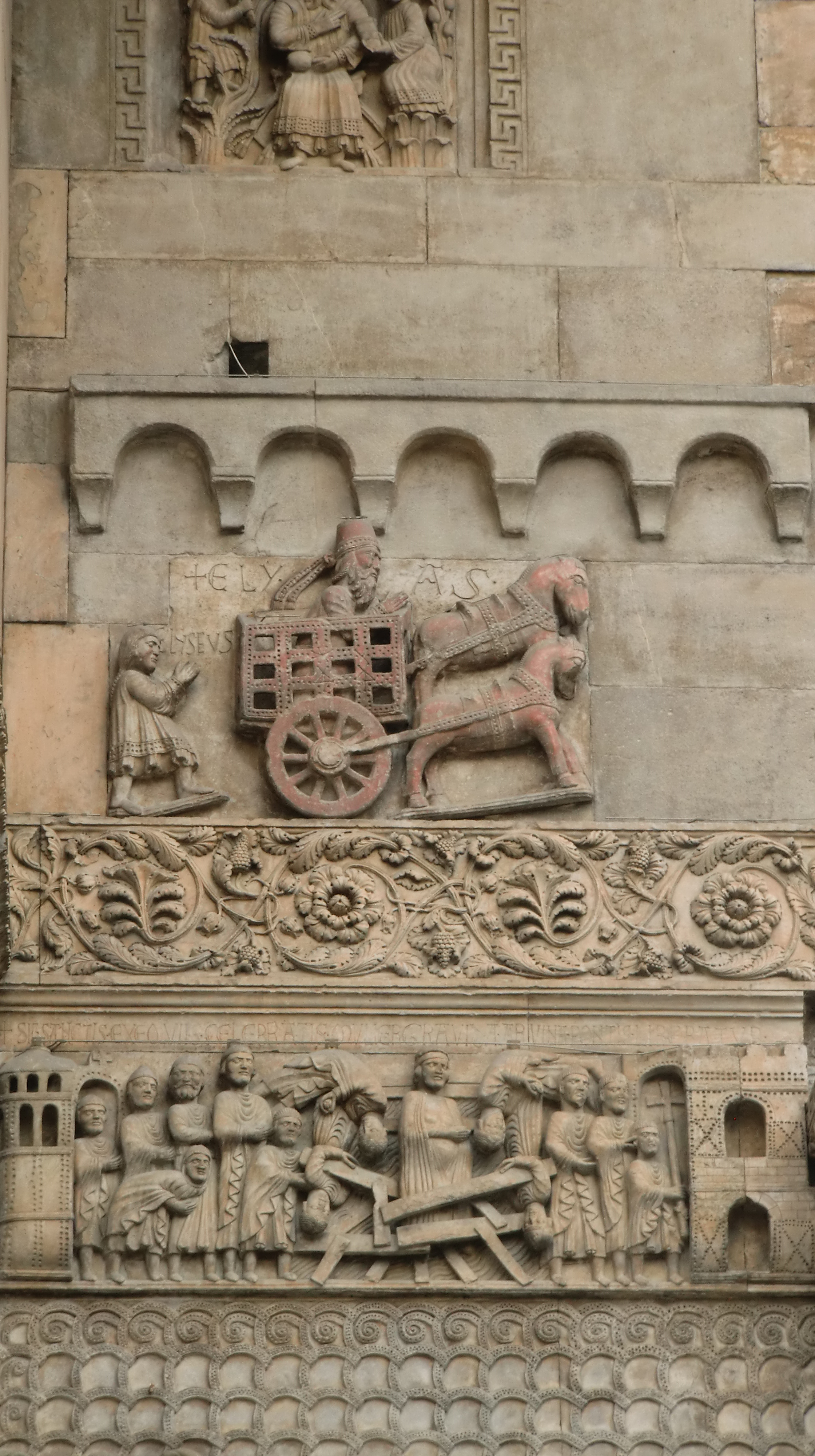
Il profeta Elia rapito in cielo con il suo carro

### Il portale di destra

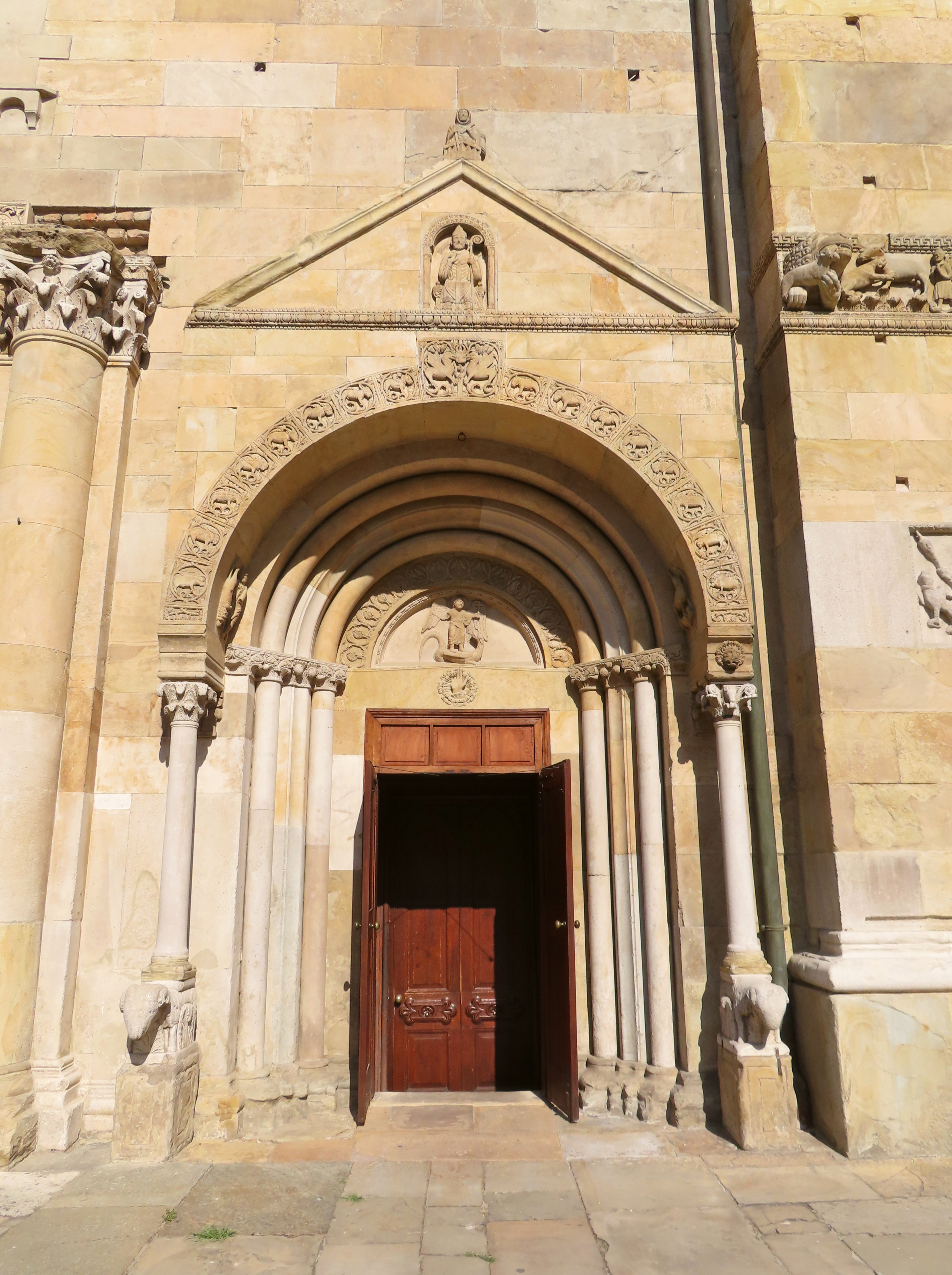
Il portale di destra

Sopra il frontone del piccolo protiro si osserva un acroterio con una curiosa figura di uomo, con il cappuccio da pellegrino e una grande gerla sulle spalle. Una scritta lo identifica come Raimondinus vilis (l'umile Raimondino) sulla cui identità vi sono più dubbi che certezze. Diverse ipotesi lo qualificano come un povero romeo morto a Borgo San Donnino, oppure un personaggio diventato simbolo della povera gente che ha contribuito manualmente ai lavori di edificazione della chiesa, oppure ancora San Raimondino da Piacenza, un santo pellegrino.
Al centro del frontone è posta la figura di un prelato con la mitria e il pastorale: verosimilmente l'arciprete di San Donnino. 
Il protiro presenta due colonne di marmo bianco che poggiano su due figure di ariete, simbolo di fedeli forti che sostengono la chiesa, esattamente come i due telamoni in posizione corrispindente nel portale di destra; esse terminano con eleganti capitelli traforati sormontati da teste di leoni (solo a destra) che ornano il fronte delle mensole del protiro. Al di sopra si innalza un arco ornato esternamente da due gruppi di otto formelle, uguali a due a due, con figure di animali, rappresentazione dei sette vizi capitali:
- Cinghiale o maiale: gola
- Orso: Ira
- Tasso: avarizia
- Cane o sciacallo: invidia
- Capra: lussuria
- Leone: superbia
- Asino: accidia
- Scimmia cavalcante: ancora lussuria

Le varie figure sono incorniciate da un tralcio vegetale che emana dal basso e si propaga in alto, come in genere si trova ai lati di portali delle chiese romaniche ad indicare il difficile percorso della vita terrena. Al culmine, due creature fantastiche con al centro una maschera cornuta dal cui ghigno esce un serpente, chiaro riferimento a satana.
Nella lunetta, al di sopra della porta, troviamo la figura di San Michele che uccide il drago; al di sotto, posta all'interno di una rosetta vegetale, la mano dovina con tre dita sollevate, simbolo del mistero trinitario. L'archivolto presenta racemi vegetali che proteggono grappoli di uva di cui si alimentano, più in alto, uccelli, simbolo del Sangue di Cristo e dei fedeli che di esso si nutrono, rispettivamente.  
All'interno della volta del protiro troviamo, a sinistra, un bassorilievo raffigurante Ercole che mostra il leone nemeo da lui ucciso e, a destra, un grifone che artiglia un cervo.

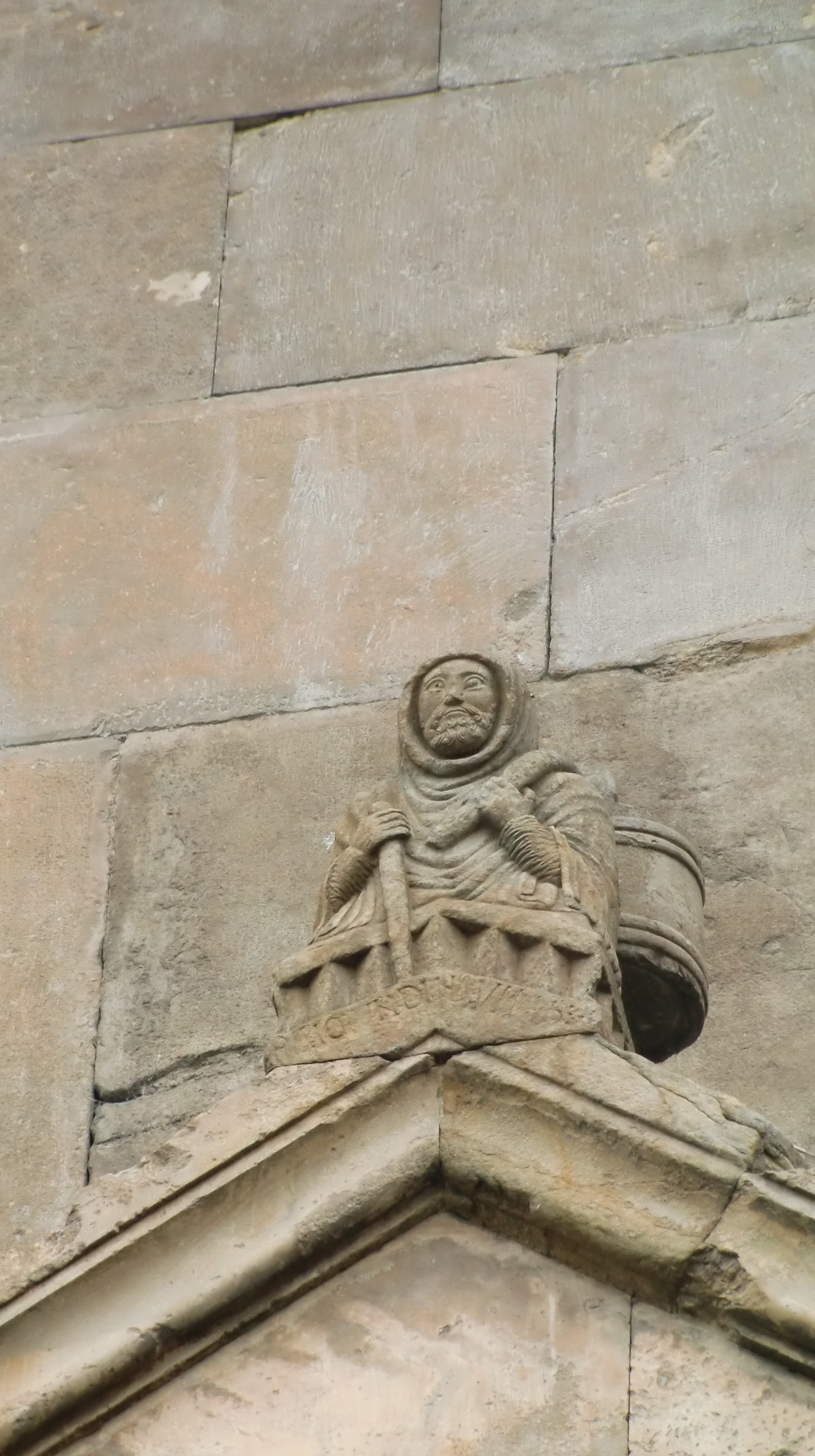
Acrtoerio con Raimondinus vilis
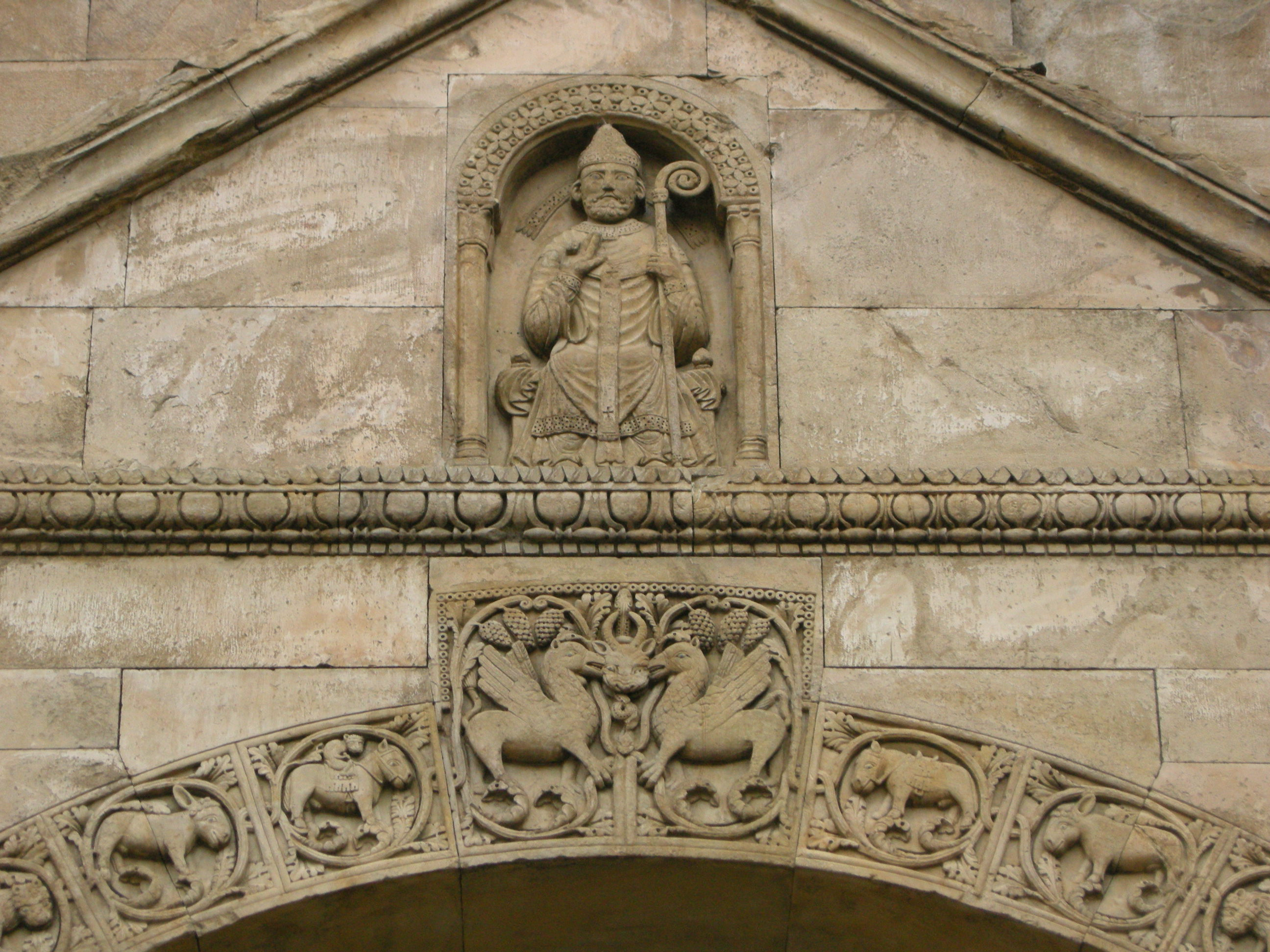
Frontone
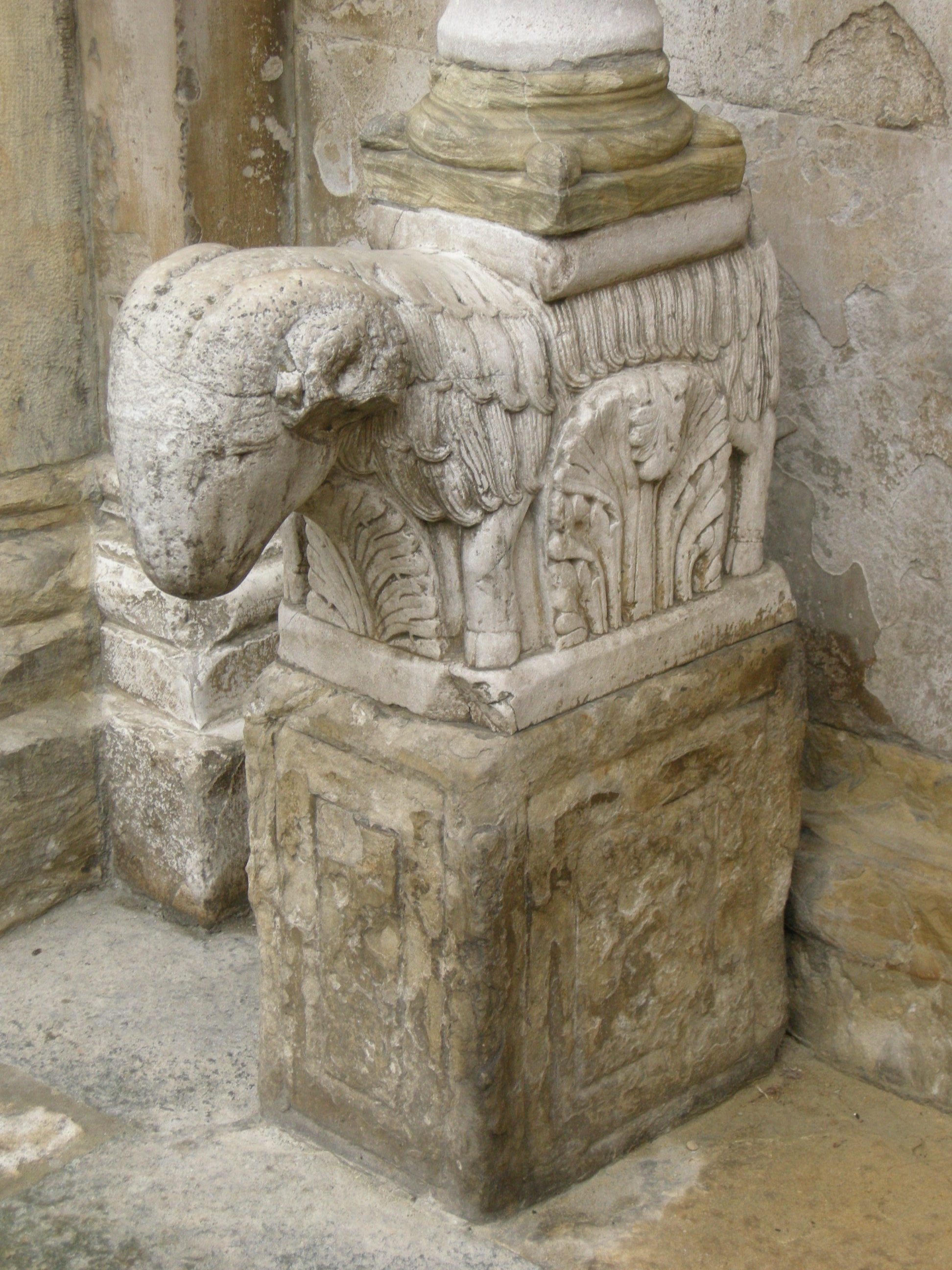
Ariete stilofora che regge una colonna del protiro
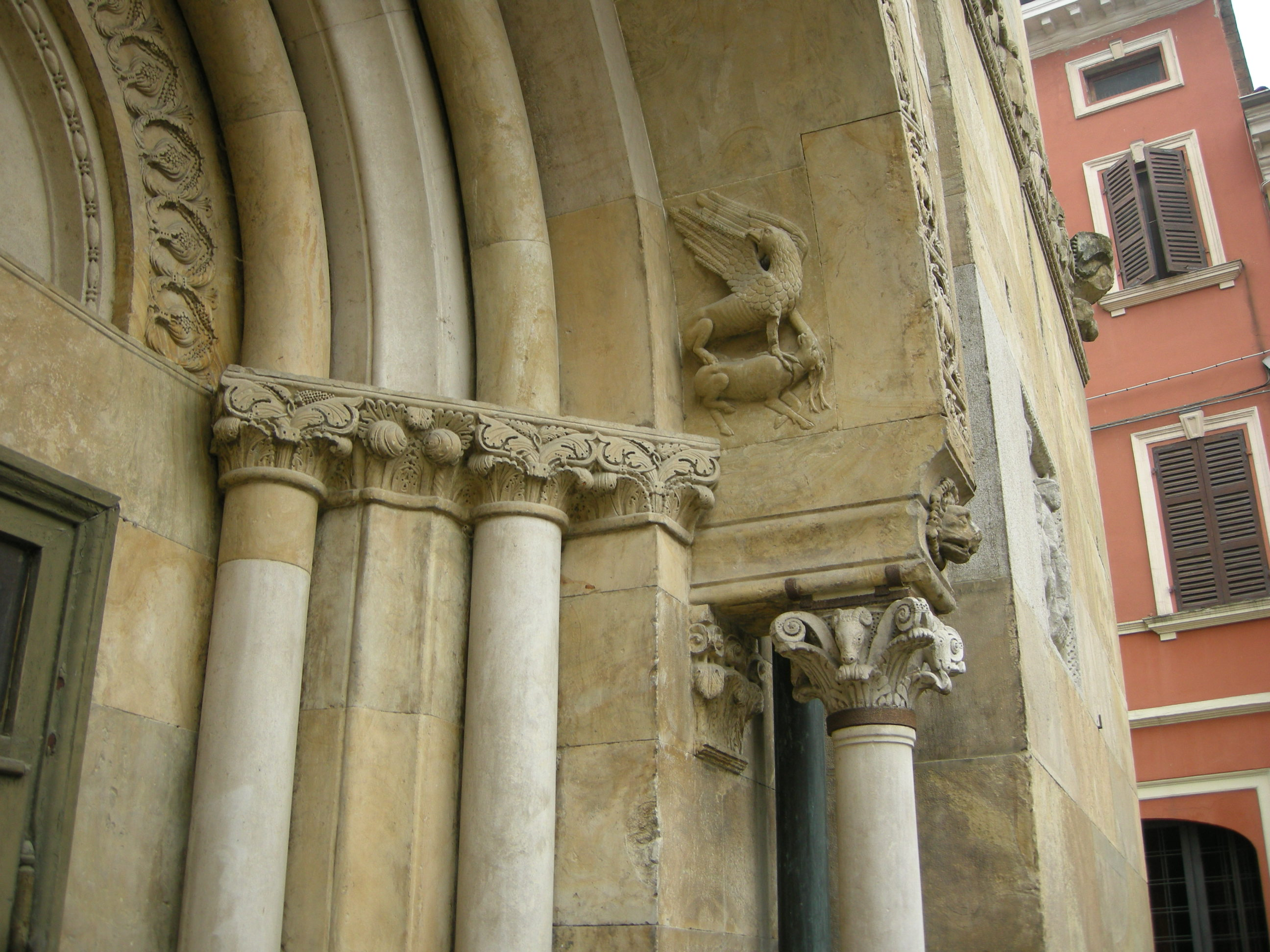
Capitello del protiro con testa di leone e dettaglio della strombatura del portale
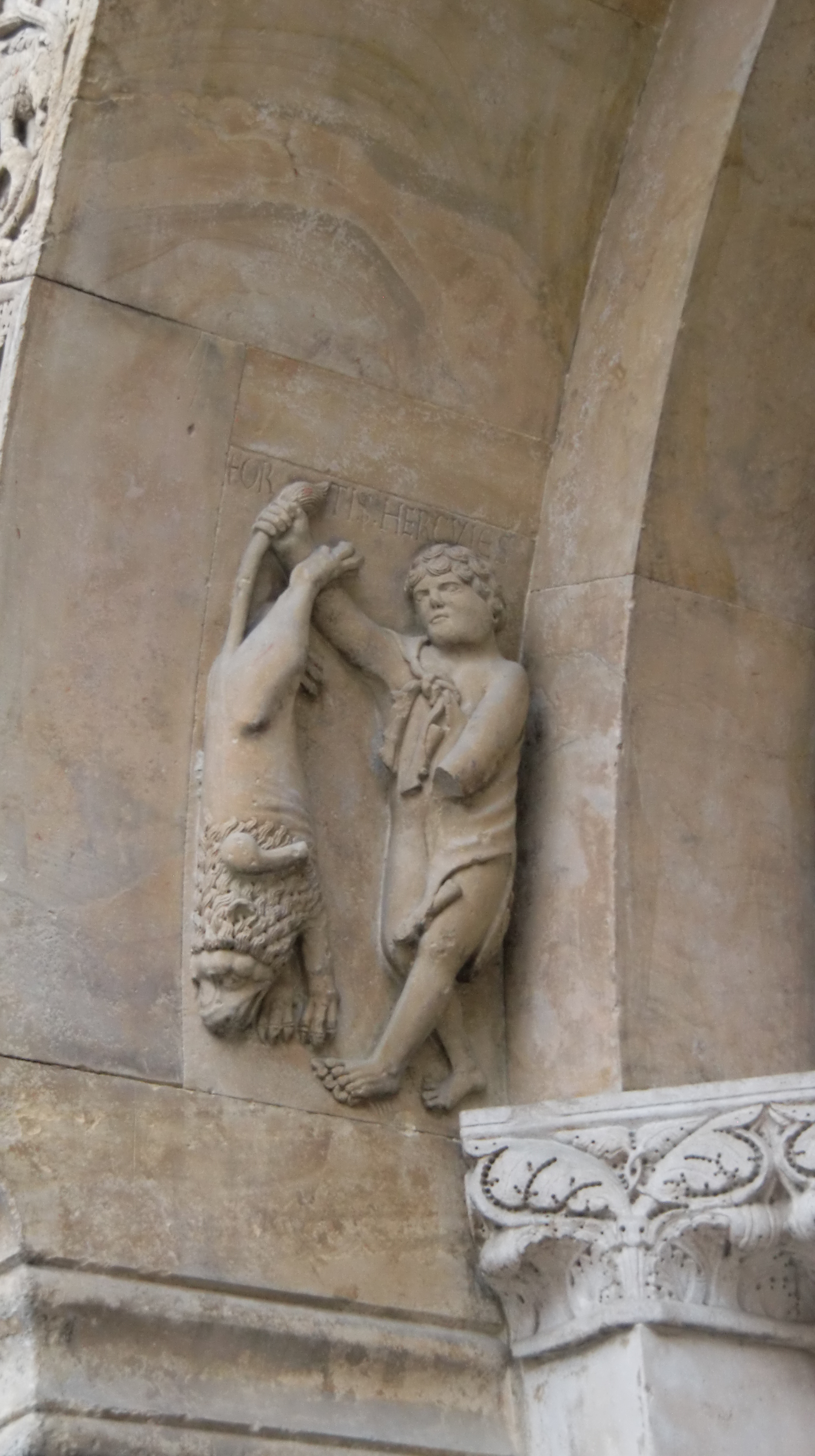
Ercole che mostra il leone nemeo da lui ucciso
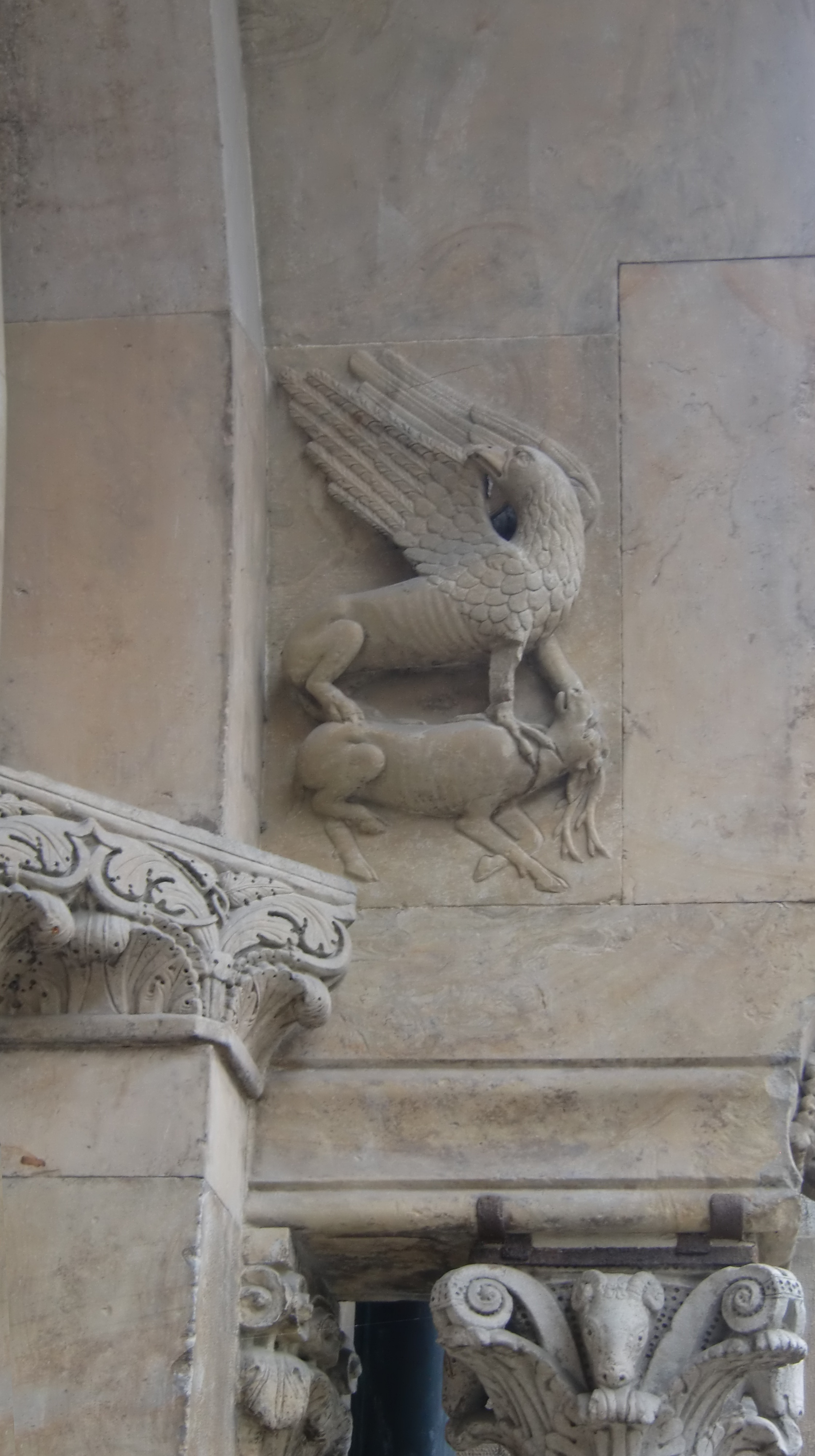
Bassorilievo di un grifone che artiglia un cervo
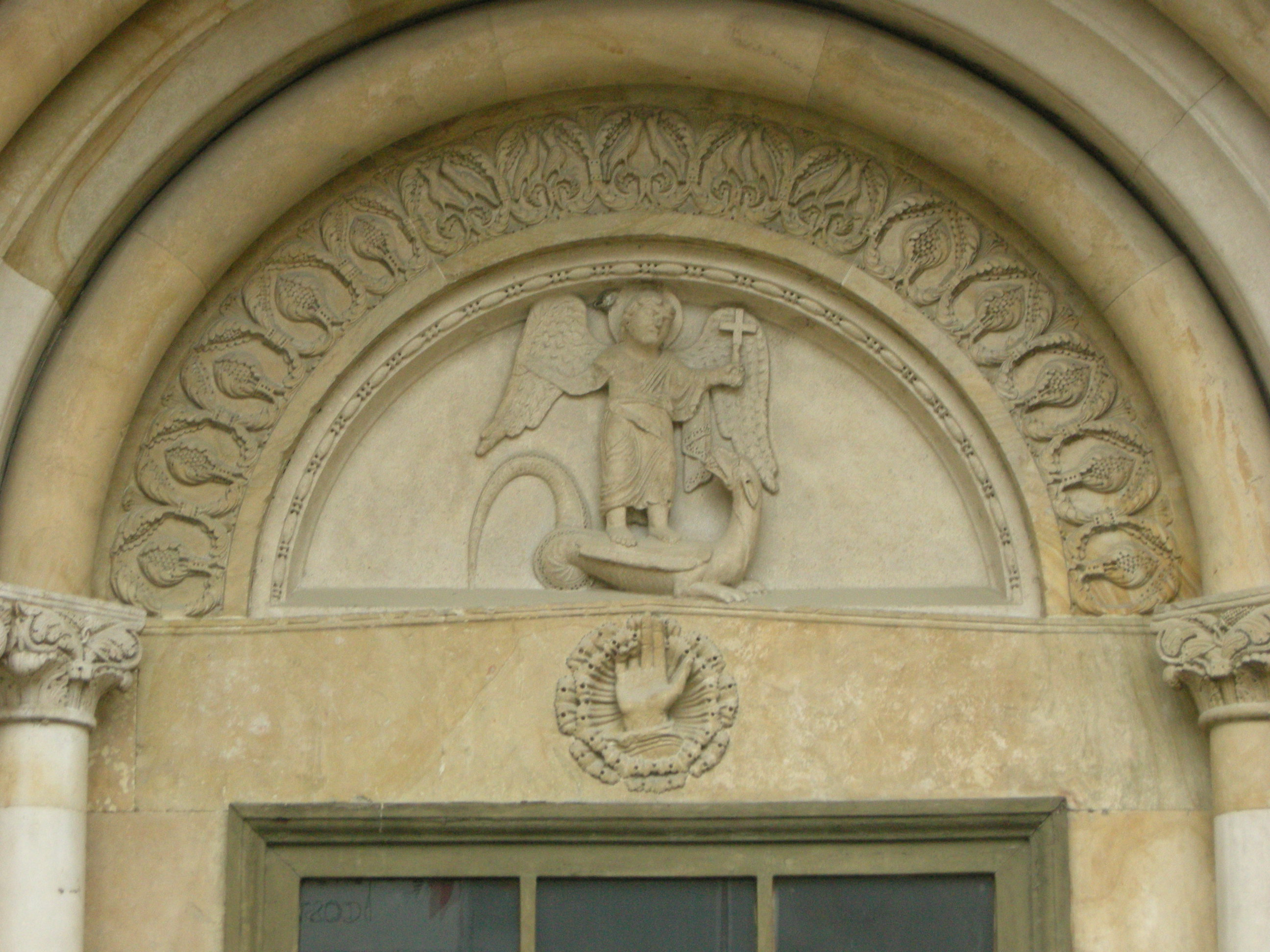
Lunedetta con San Michele Arcangelo che sconfigge il demonio e mano benedicente ed archivolto sovrastante
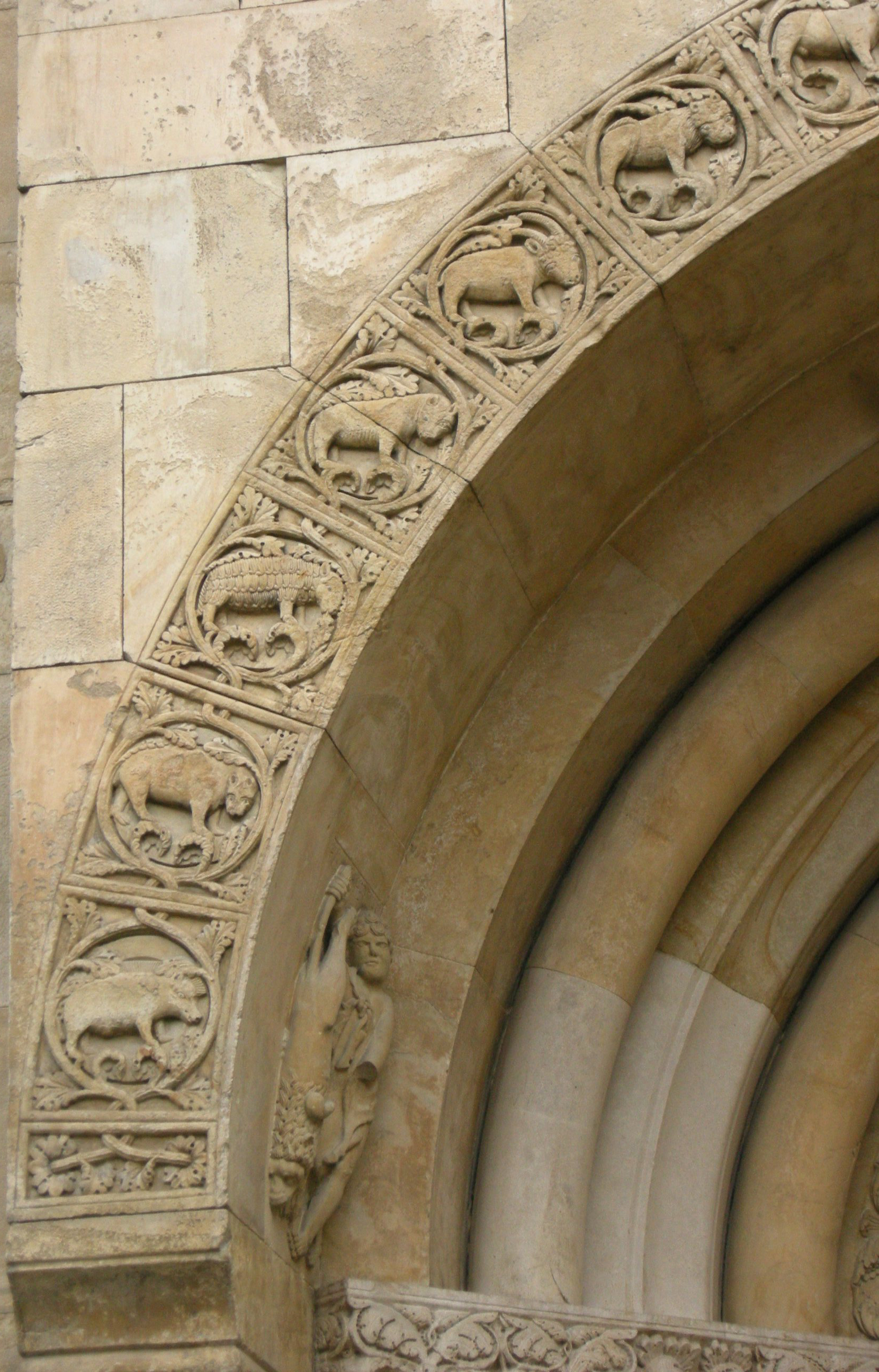
Archivolto con i dette vizi capitali, dettaglio
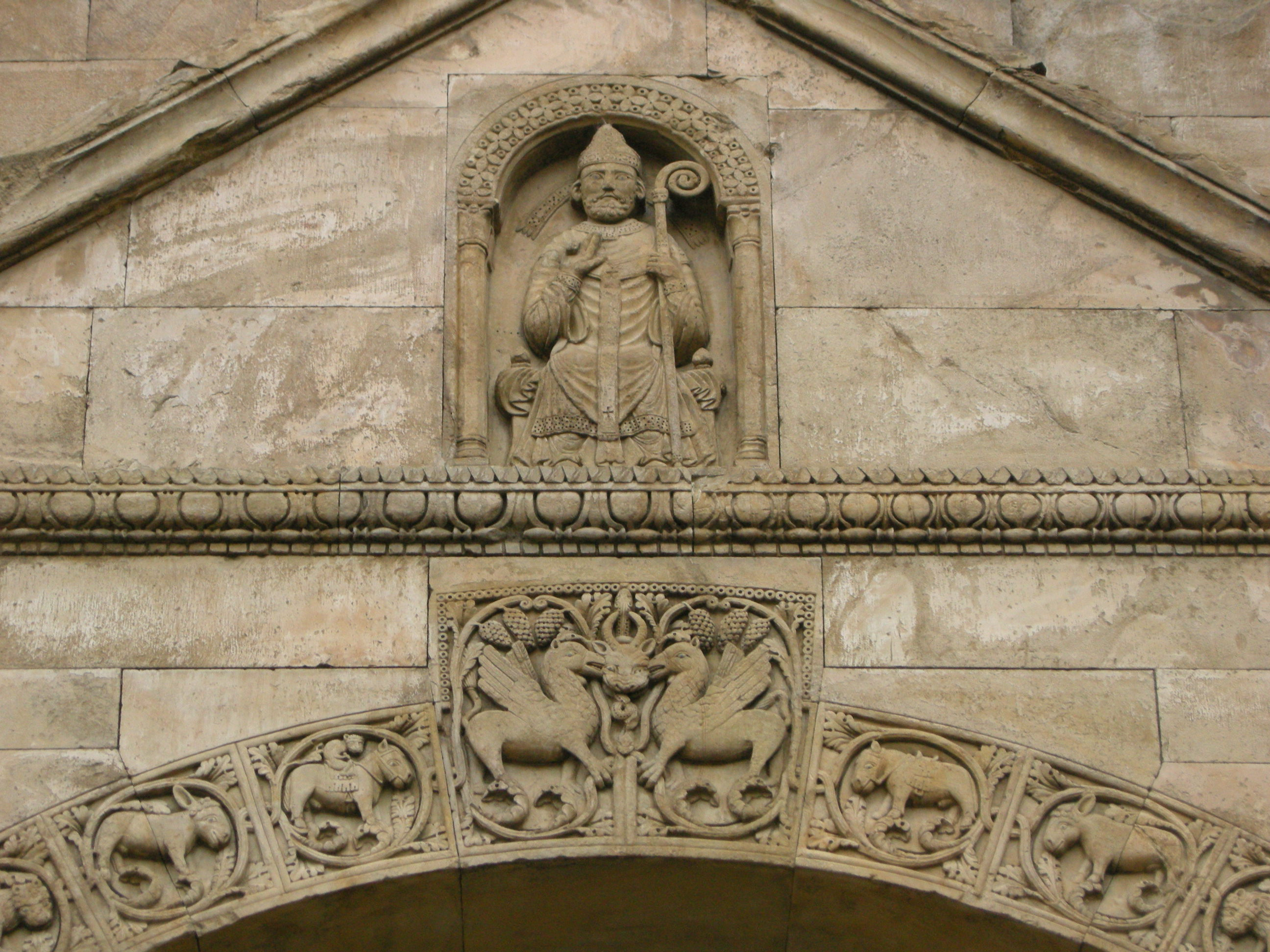
Archivolto con i dette vizi capitali, dettaglio

### La torre di destra

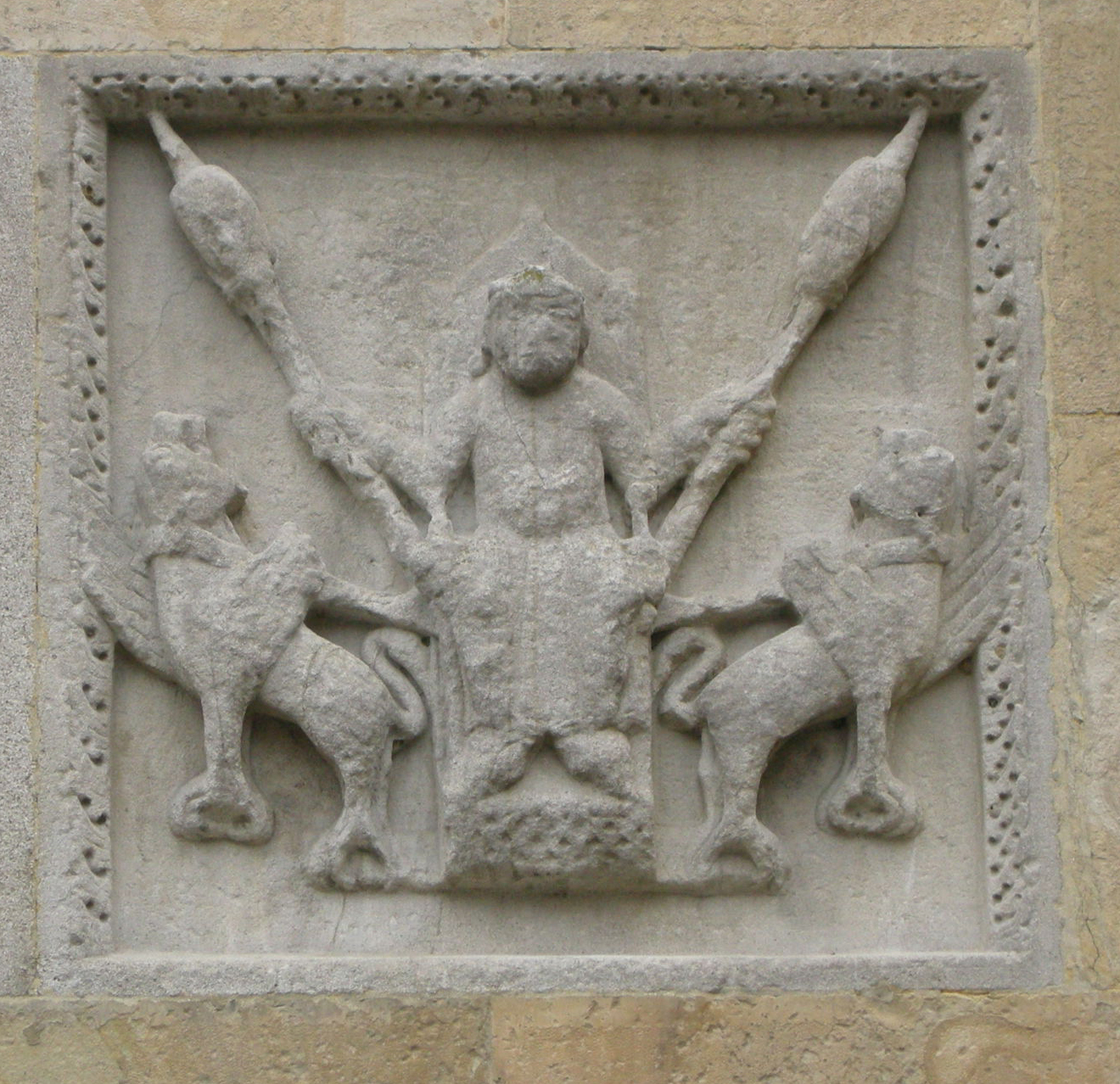
Formella di Alessandro che si libra in volo, legata al detto Ai tempi che Berta filava

I bassorilievi della torre (detta torre del Trabucco) da tempo hanno posto agli studiosi non facili problemi interpretativi. Sul davanti della torre troviamo, alquanto corroso, un bassorilievo che la tradizione popolare ha battezzato "Berta che filava", per la presenza di due oggetti allungati scambiati per fusi. Si tratta in verità della raffigurazione del Volo di Alessandro Magno. Una leggenda ripresa dal Romanzo di Alessandro dello Pseudo-Callistene narra che Alessandro, per potersi levare in volo, attaccò al proprio cocchio due grifoni; poi infilzò su due lance grossi pezzi di carne in modo tale che, tenendole in alto, i grifoni fossero costretti, nella brama di afferrare la carne, a librarsi in volo trascinando così il cocchio verso l'alto.
Più ardua è l'interpretazione del fregio composto da cinque formelle delimitate da due grandi teste di leone. La tesi oggi più accreditata vi individua le Storie di Berta, Milone e Rolandino raccontate da due chanson de geste tra la fine del XII e l'inizio del XII secolo.
La lettura delle formelle deve essere condotta da destra a sinistra, individuando le seguenti scene:
- Pipino il Breve salva a mani nudi due "lombardi" dalle fauci di un leone;
- Carlo Magno va a caccia, mentre Milone seduce Berta, madre di Carlo Magno;
- Milone lotta con un bandito che vorrebbe rapire Berta;
- Milone, seguito dal figlio Rolandino, va nel bosco per procurarsi legna da vendere;
- Un leoncino – allegoria di Rolandino – azzanna al collo un cavallo.

Sul lato destro della torre è posto un altro fregio composto da sei formelle (delimitate a destra da una testa di leone) che mostrano il dispiegarsi di un corteo. Il bassorilievo, focalizzando l'attenzione soprattutto sulle due formelle che mostrano persone appiedate in cammino, è stato interpretato in passato come la raffigurazione di pellegrini sulla strada per Roma (al punto da diventare una delle icone simbolo della via Francigena). La lettura ritenuta oggi più affidabile vi vede il Corteo di Carlo Magno di ritorno in Francia dopo aver liberato Roma dai Saraceni. Tale interpretazione è avvalorata soprattutto dalla formella che raffigura un cavaliere che tiene alla briglia un cavallo con in groppa il ghepardo che l'imperatore impiegava nella caccia.

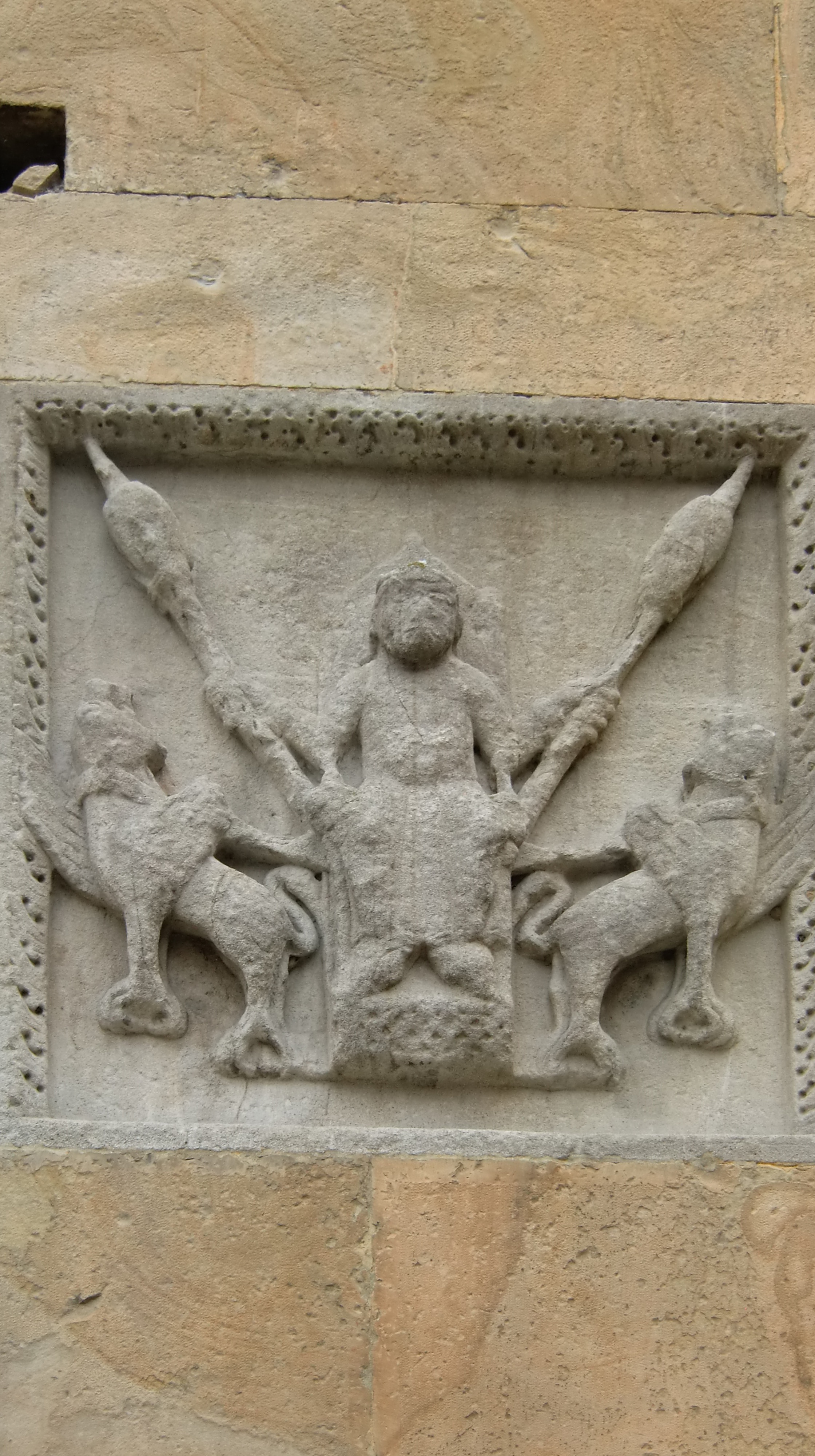
Volo di Alessandro Magno
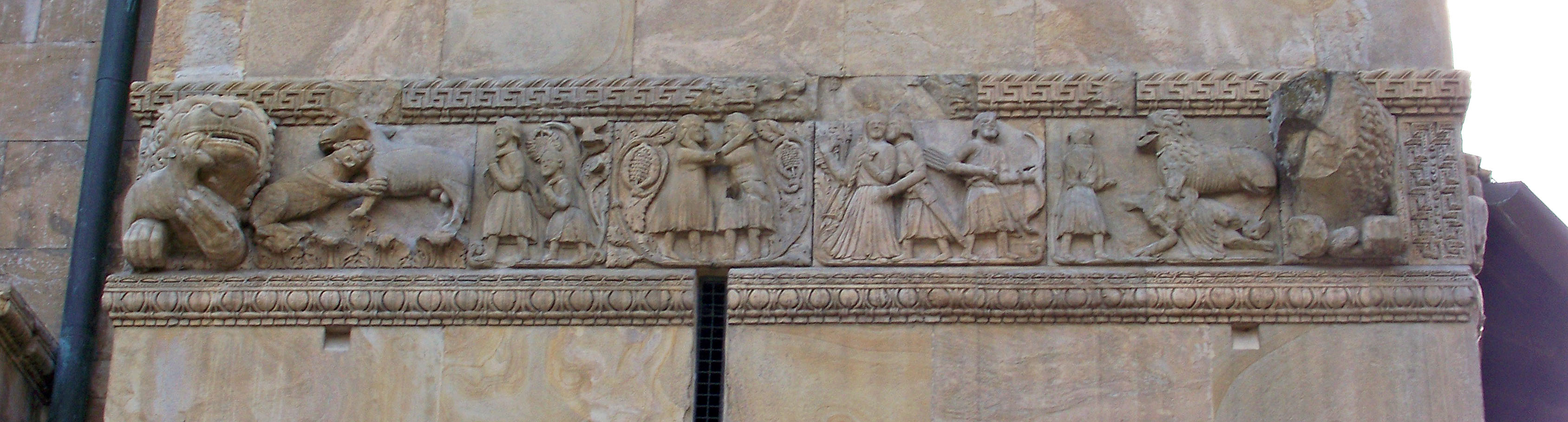
Storie di Berta, Milone e Rolandino
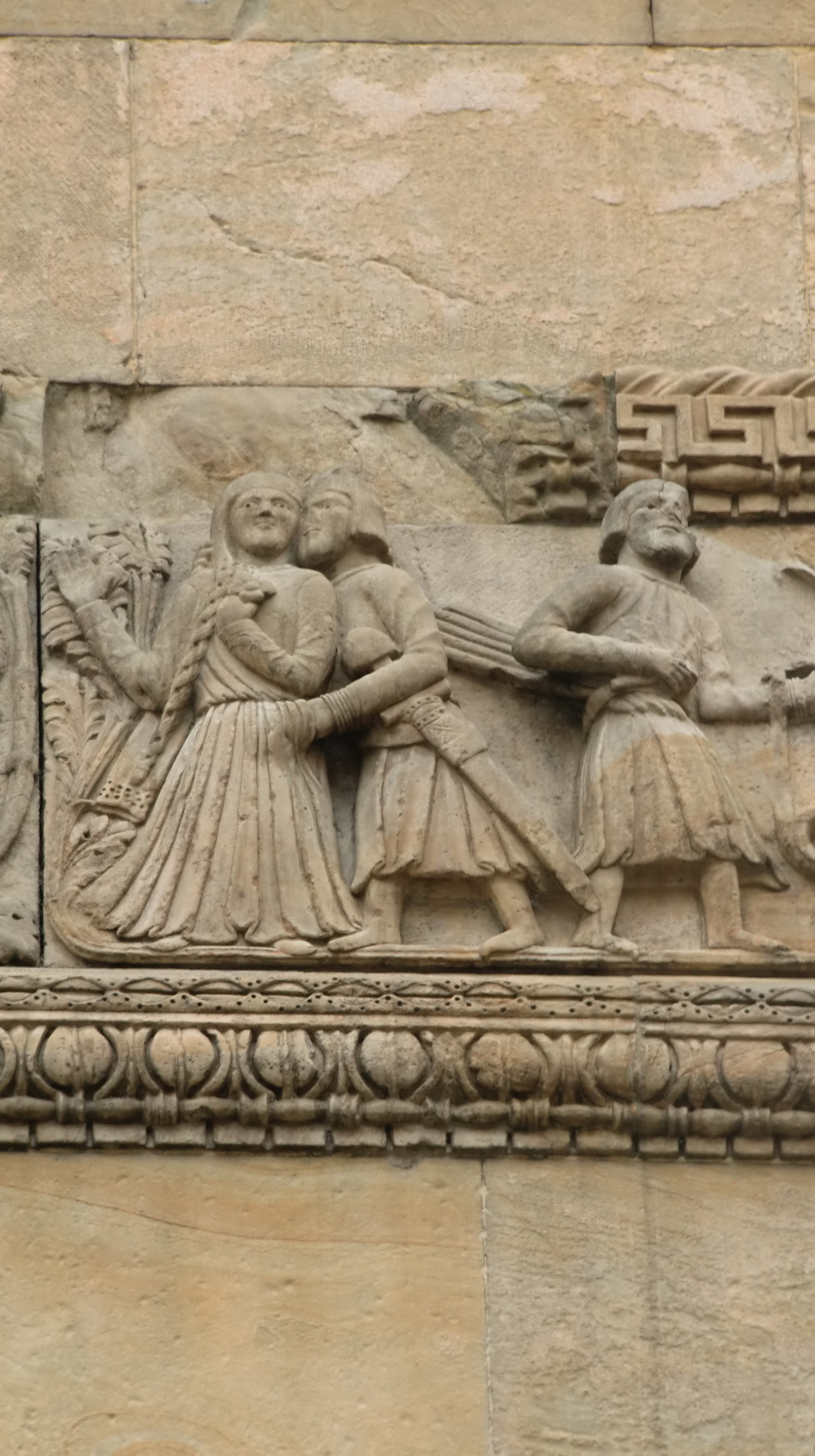
Carlo Magno va a caccia mentre Milone seduce Berta
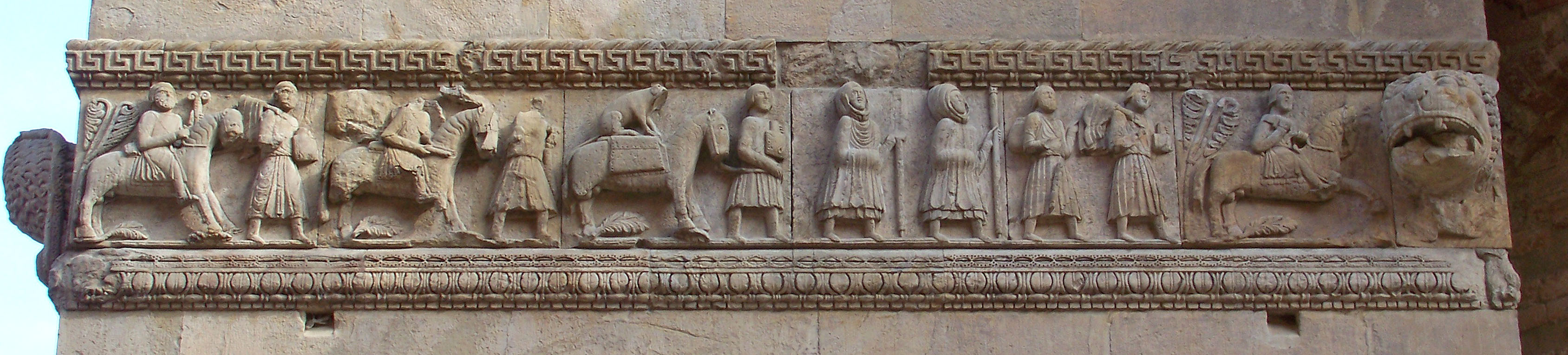
Corteo di Carlo Magno di ritorno in Francia

## I bassorilievi all'esterno dell'abside

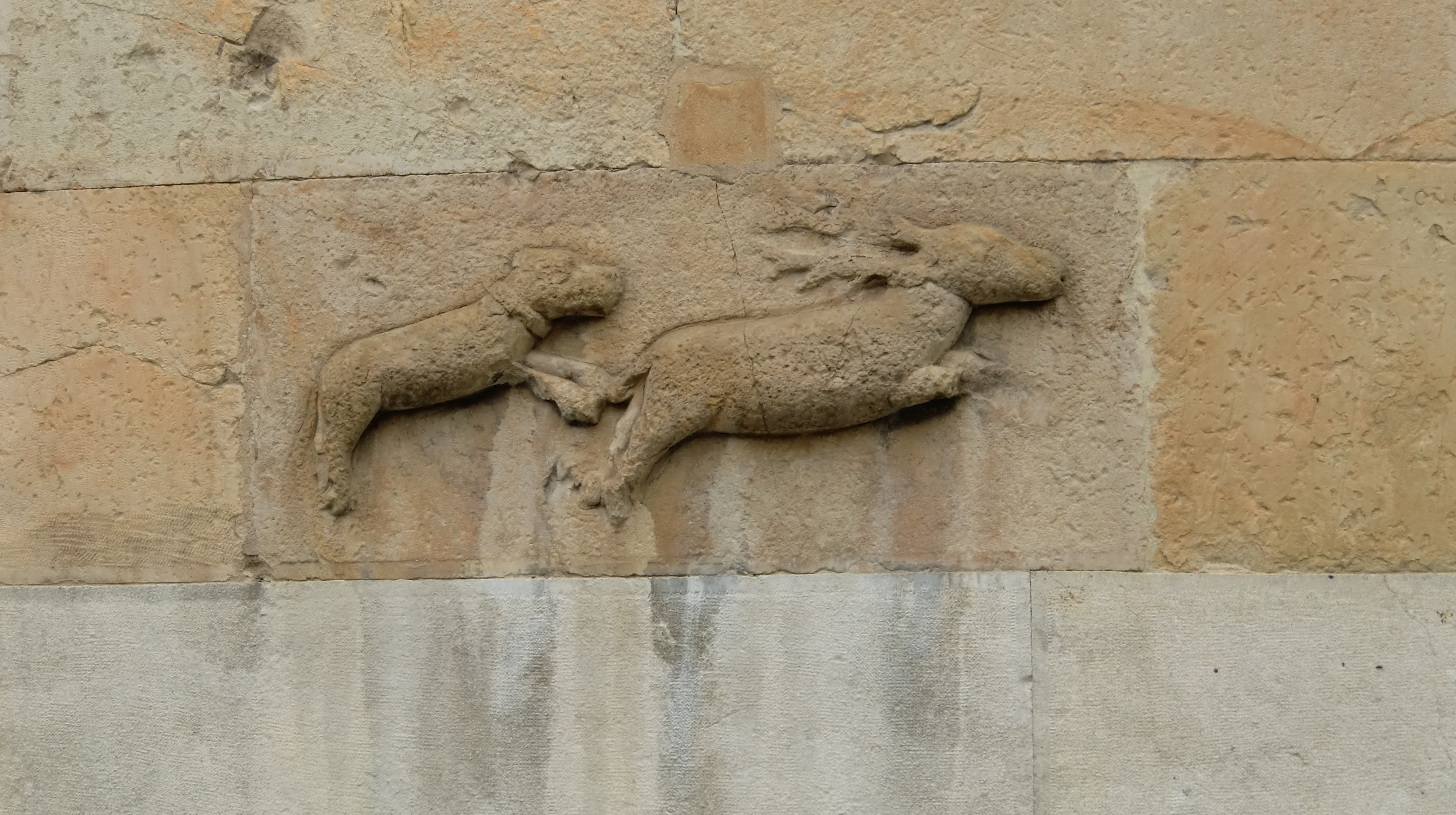
Scena di caccia

Troviamo alcuni bassorilievi anche nella superficie esterna dell'abside, disposti in un modo che pare del tutto casuale. Oltre ad una scena di caccia (cane che insegue un cervo), si osservano quattro formelle che raffigurano verosimilmente quanto resta di un ciclo dei mesi; segnatamente i mesi di Gennaio (con Giano bifronte che si scalda vicino ad un camino con appesi i salami), Marzo e Aprile (con un uomo che soffia nel corno e un principe che regge un fiore); Maggio (con un cavaliere che parte per la guerra e sopra, una principessa che rappresenta allegoricamente la primavera e operai al lavoro nella vigna), il segno zodiacale della Vergine (intenta a cogliere grappoli d'uva) 
Si è avanzata l'ipotesi che tali formelle possano derivare da un portale smembrato.

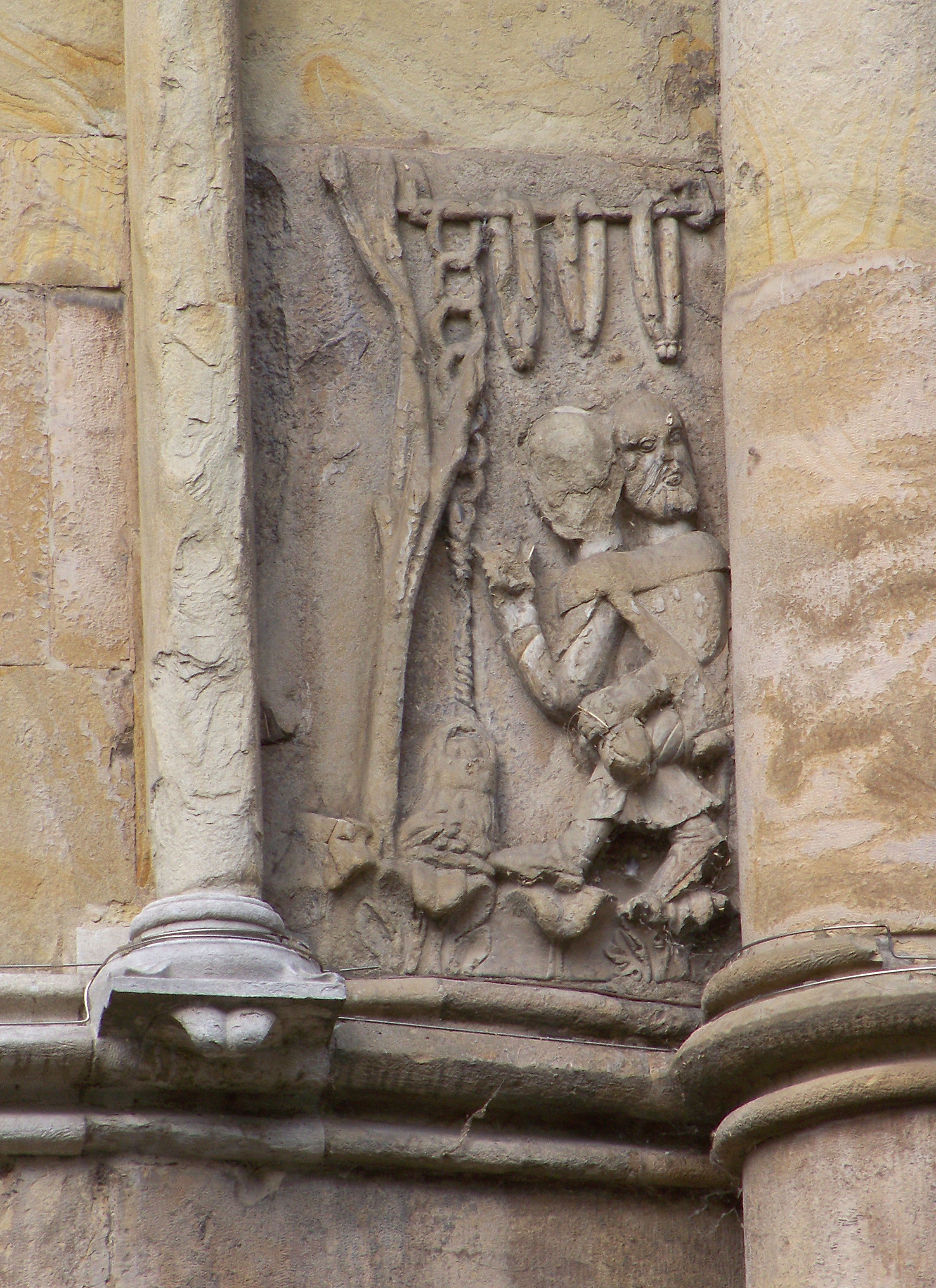
Il mese di gennaio
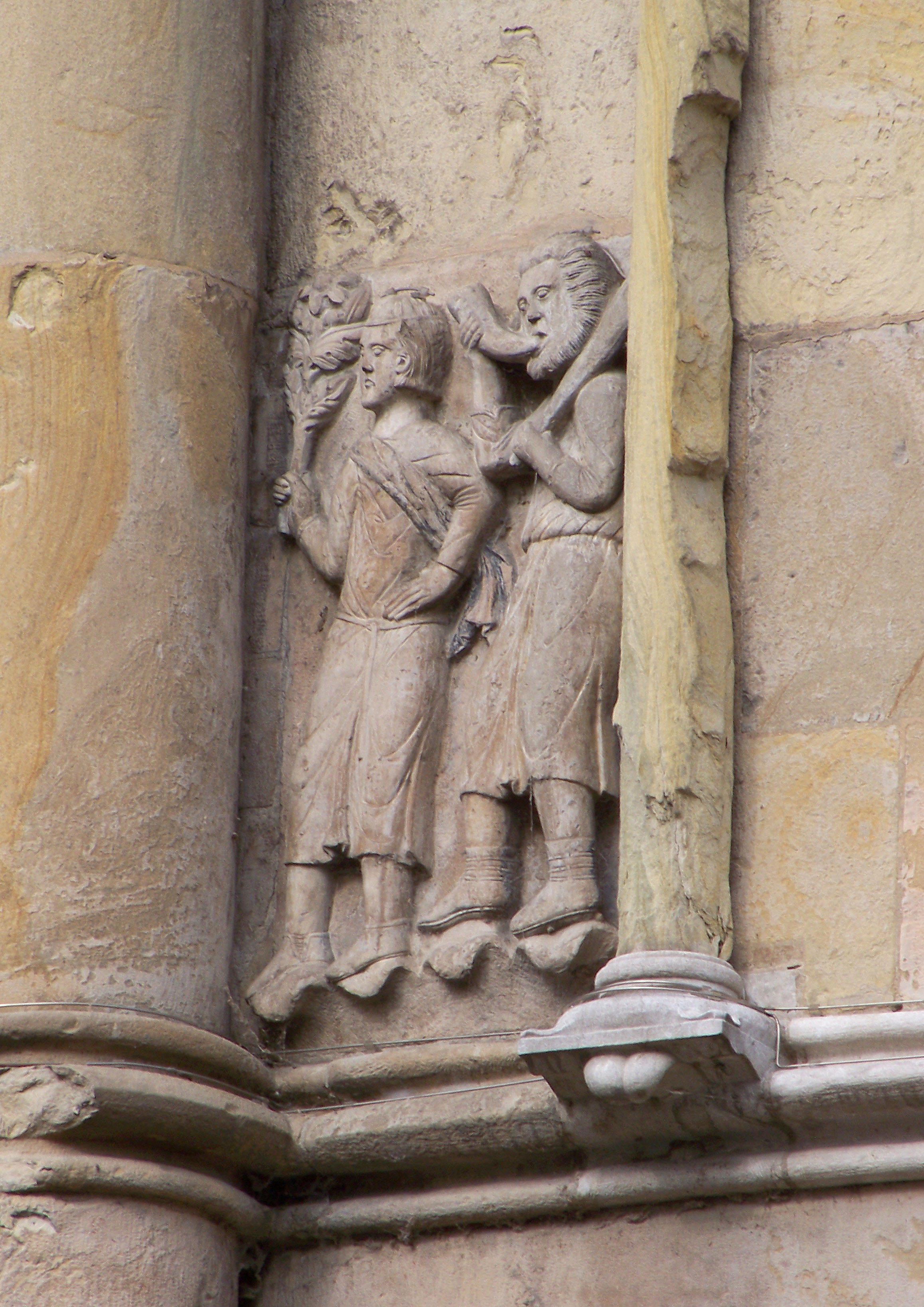
I mesi di marzo e aprile
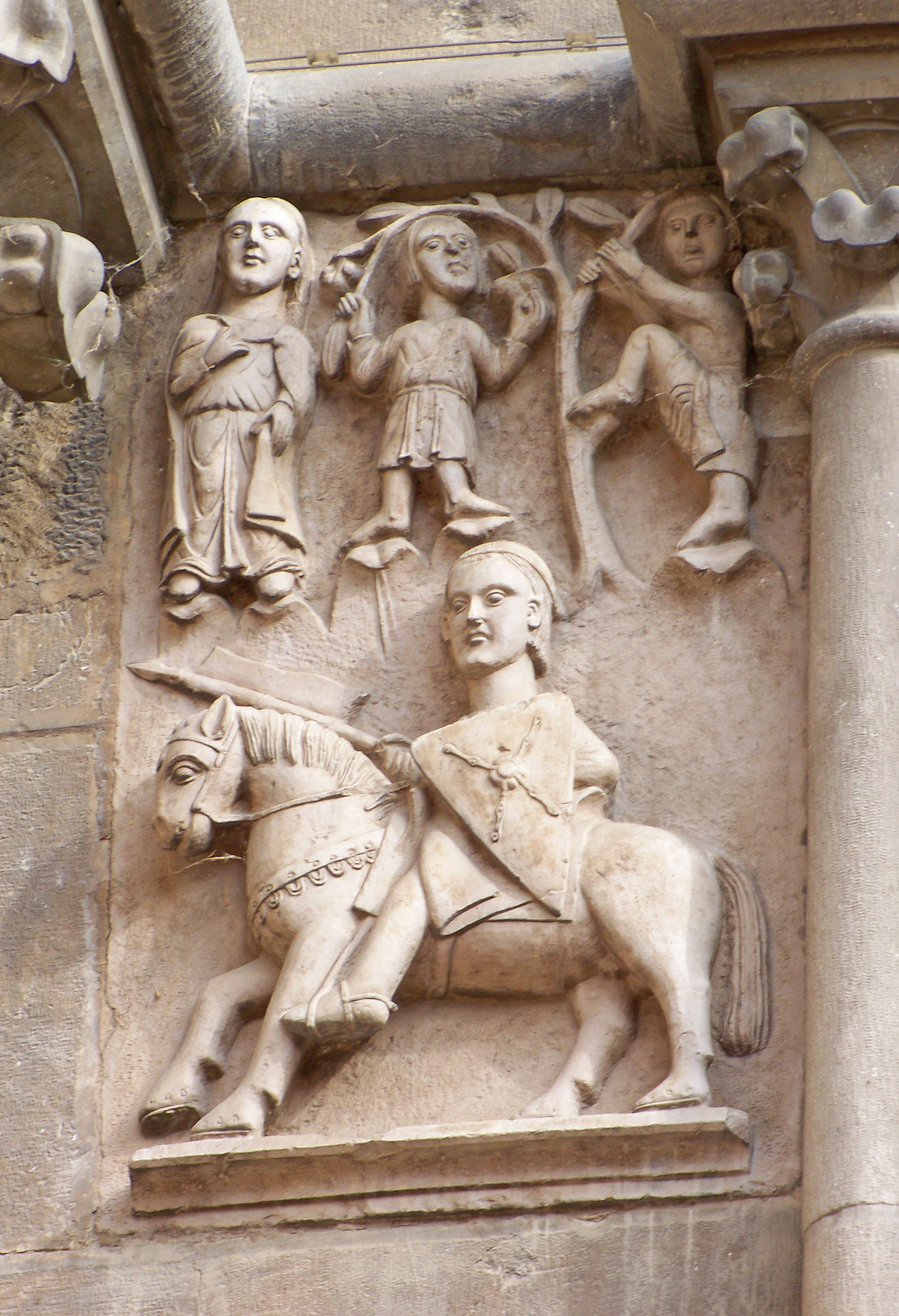
Il mese di maggio
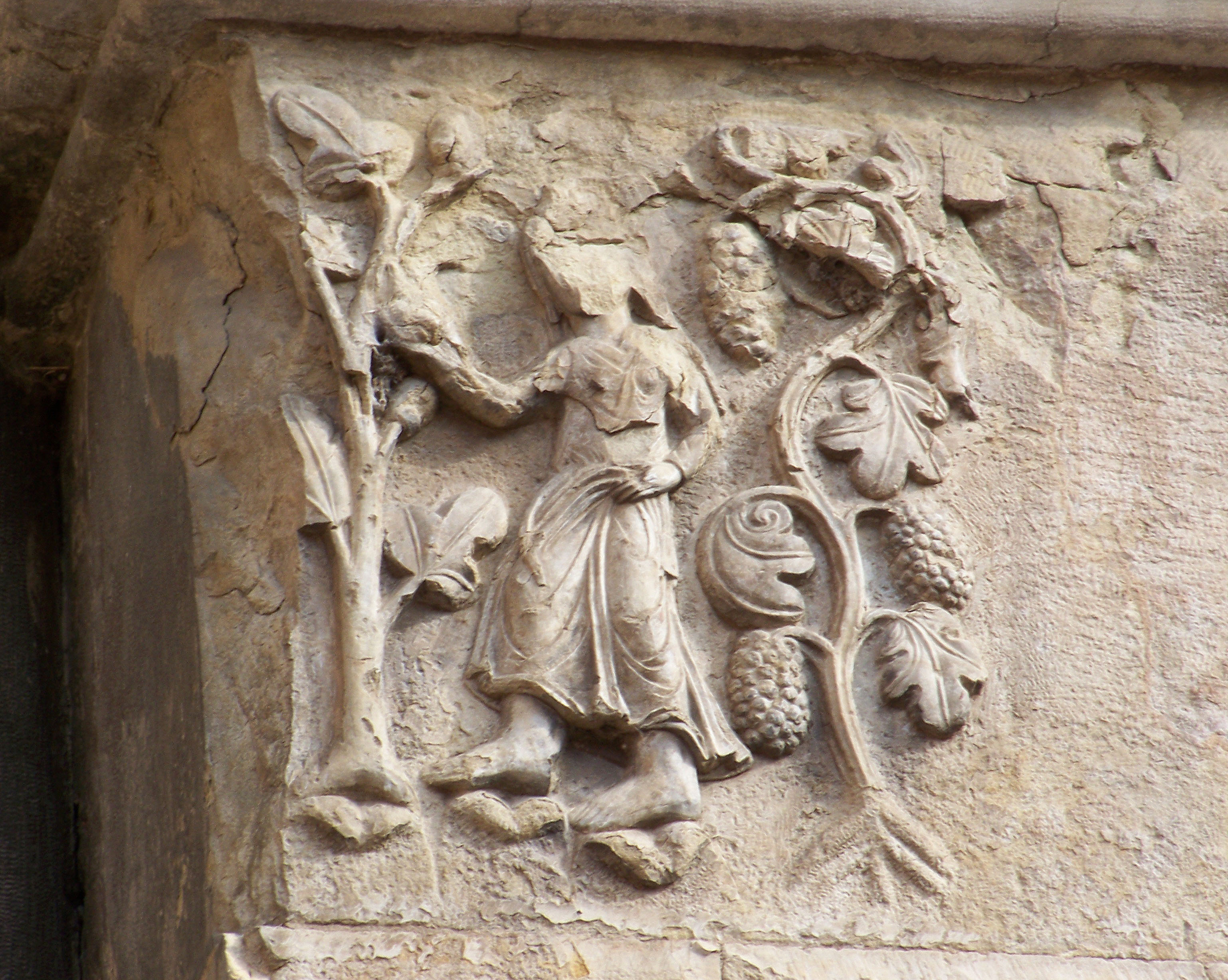
Segno zodiacale della Vergine

## Interno del duomo
Anche all'interno del duomo troviamo alcune decorazioni scultoree di scuola antelamica. 
Particolarmente significativo è il bassorilievo del primo pilastro destro della navata centrale raffigurante la Cacciata degli angeli ribelli dal Paradiso. Esso si sviluppa su tre diversi registri: in alto la figura di Dio Padre in trono che regge un cartiglio con l'iscrizione Fecit iudicium et iustitiam (Ho fatto giudizio e giustizia); i due pannelli sottostanti, che costituiscono una sorta di capitello, mostrano scene della lotta contro gli angeli ribelli che precipitano capovolti
Notevoli sono anche, nelle vele del catino absidale (originate da eleganti costoloni in pietra), la statua del Cristo Pantocratore seduto maestosamente in trono, vestito di tunica e pallio e, ai suoi lati,  i rilievi con i simboli dei quattro evangelisti, nonché una coppia di Angeli che reggono un filatterio. Le opere sono di scuola antelamica; Il Cristo Pantocratore e i simboli degli evangelisti sono attribuiti al cosiddetto "Maestro di Abdon e Sennen", autore dei rilievi dell'arca che, nel Duomo di Parma, custodisce reliquie dei due martiri.